# Kraï du Kamtchatka
Pour les articles homonymes, voir Kamtchatka (homonymie).
Le kraï du Kamtchatka ([kɐmˈtɕatskʲɪj kraj], en russe : Камча́тский край, Kamtchatski kraï) est un sujet en Extrême-Orient de la fédération de Russie, dont la capitale est la ville portuaire de Petropavlovsk-Kamtchatski. Le kraï a vu le jour le 1er juillet 2007 après un référendum tenu le 23 octobre 2005, avec la fusion de l'oblast du Kamtchatka et de la Koriakie. Rosstat attribue à la région le code 30, et son code d'immatriculation est le 41. La seule langue officielle est le russe, mais d'autres langues comme le Koriak et l'Itelmène sont parlées par une petite minorité. La région, située dans l'extrême-orient, est bordée à l'ouest par la mer d'Okhotsk et au sud et à l'est par l'océan Pacifique. Au nord, elle est limitrophe de l'oblast de Magadan et du district autonome de Tchoukotka. Au sud-ouest, elle est séparée de l'oblast de Sakhaline par le premier détroit des Kouriles.
Le kraï du Kamtchatka se situe sur la péninsule volcanique du même nom, et elle possède de nombreux volcans dont le Klioutchevskoï, le plus haut sommet de Sibérie. La région comprend aussi quelque îles dont les îles du Commandeur et l'île Karaguinski. Le Kamtchatka est habité depuis au moins le paléolithique supérieur, et il fut habité jusqu'à l'arrivée des Russes par les Aléoutes, les Kamtchadales et les Koriaks. Les Russes sont arrivés dans la région au milieu du XVe siècle avec Mikhaïl Stadoukhine, qui atteignit la Penjina en 1651. Petropavlovsk-Kamtchatski est fondé en 1740 par Vitus Béring, et l'oblast du Kamtchatka est formé en 1803, marquant l'entrée définitive du territoire dans l'Empire russe. Kamtchaka, littéralement en ancien russe petite kamtchak, vient de la kamtchak, qui était un tissu de soie brodée sur une trame de soie dont les types les plus connus sont le brocart et le damas.
En 2022, la région comptait 292 574 habitants, en chute constante du fait de ses soldes naturel et migratoire négatifs, tendance existante depuis la dislocation de l'Union soviétique. Le territoire a perdu un tiers de ses habitants depuis 1989, et près de deux tiers de sa population actuelle réside dans l'aire urbaine de Petropavlovsk. L'activité économique au Kamtchatka est diversifiée, avec comme principaux secteurs la pêche, l'exploitation forestière, l'industrie minière avec le lignite mais aussi le tourisme, qui cherche à se développer. La région dispose en effet de nombreux sites d'exceptions dont ceux des volcans du Kamtchatka, classé au patrimoine mondial de l'UNESCO, mais aussi d'autres comme le parc naturel des volcans du Kamtchatka. Au total, le PIB de la région s'élevait en 2022 à 319,2 milliards de roubles.

## Géographie

### Caractéristiques générales
Couvrant une superficie de 464 275 km2, le kraï du Kamtchatka est un sujet possédant une superficie importante comparé à la plupart des autres sujets russes ; et une superficie moyenne en Sibérie, avec une taille comparable au kraï de Transbaïkalie avec ses 431 892 km2. Elle compose 2,7 % du territoire de la fédération de Russie, et 7,5 % du district fédéral extrême-oriental, soit une taille supérieure à la Grande-Bretagne, à l'Italie ou encore à la Suède. C'est le 10e sujet en taille de la Russie. Le territoire du Kamtchatka, établi sur une péninsule, est baigné à l'ouest par la mer d'Okhotsk et à l'est par l'océan Pacifique. De par sa séparation de 8 fuseaux horaires avec Moscou, les chroniqueurs de radios russes ont eu pendant longtemps l'habitude à 15 heures de dire « Minuit à Petropavlovsk ».
Le kraï du Kamtchatka possède un relief montagneux, dû à l'activité mécanique et plus particulièrement à sa situation sur la ceinture du feu, entre la plaque d'Okhotsk et du Pacifique. Cette position a donné naissance à de nombreux volcans sur toute la péninsule, et les reliefs plats sont principalement la plaine centrale et dans le nord du territoire, au niveau de la plaine fluviale de la Penjina.
Le Kamtchatka fait partie de l'Extrême-orient russe, et ainsi du district fédéral extrême-oriental. Son point culminant est le Klioutchevskoï à 4 688 mètres, un volcan près de Klioutchi. Il y a aussi près de 400 glaciers parsemés sur le territoire. La longueur du Kamtchatka, du nord au sud, est d'environ 1 600 kilomètres, et sa largueur et de 470 kilomètres pour la partie péninsulaire et jusqu'à 640 kilomètres de large dans le nord du territoire où se trouvait autrefois la Koriakie,.

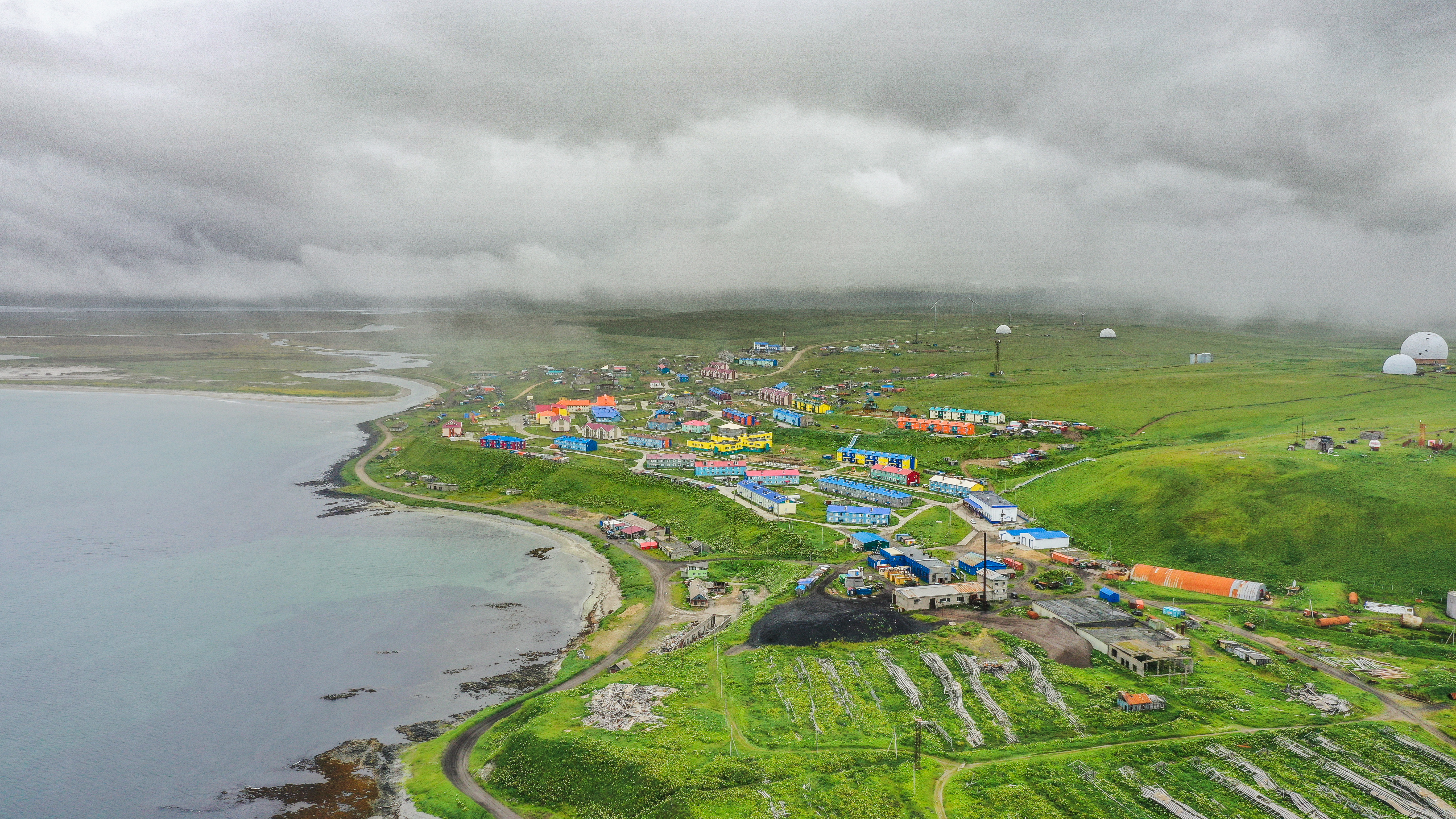
Vue de Nikolskoïe.
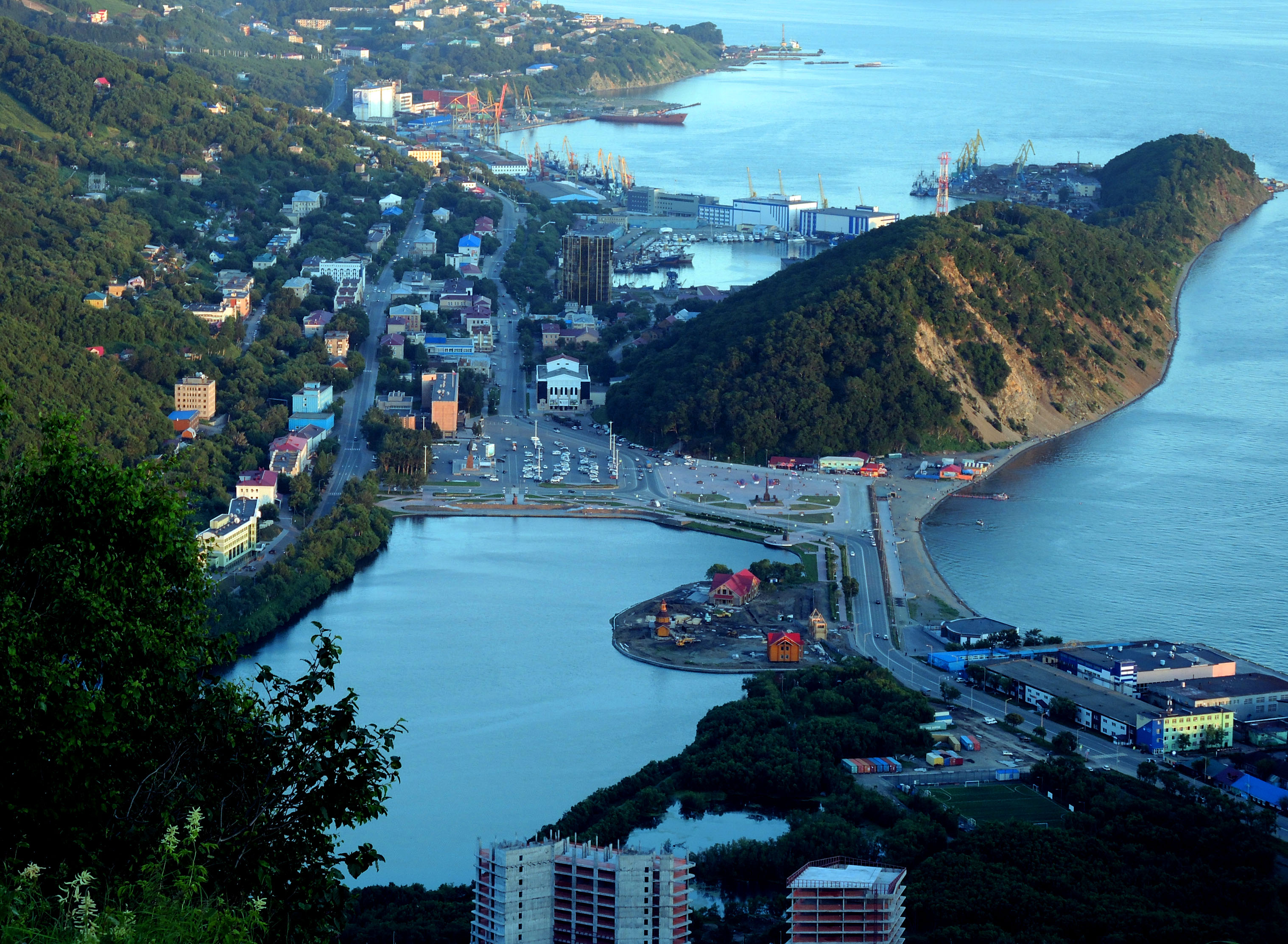
Centre-ville de Petropavlovsk-Kamtchatski.
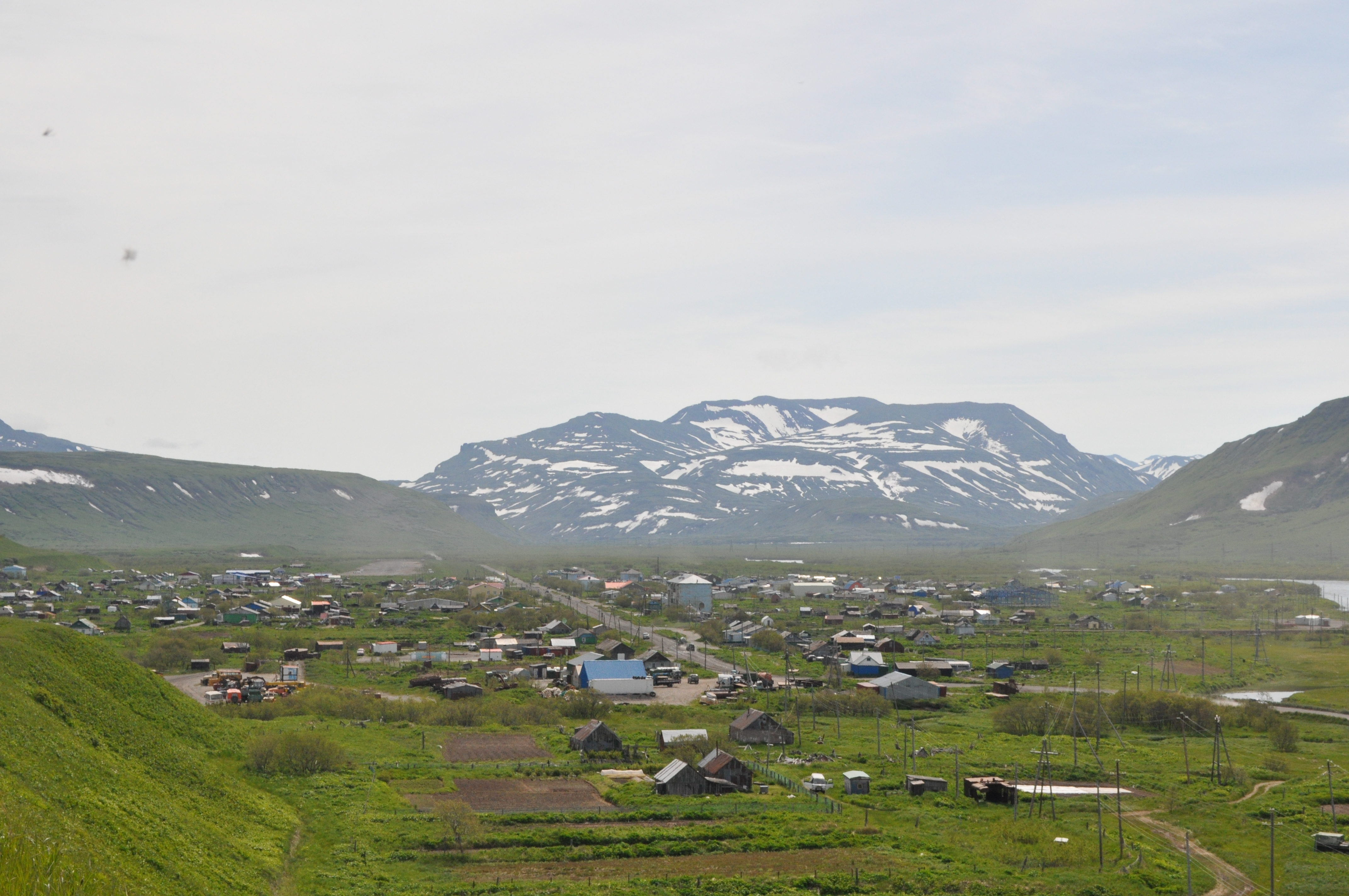
Zaporojié dans le raïon d'Oust-Bolcheretsk.
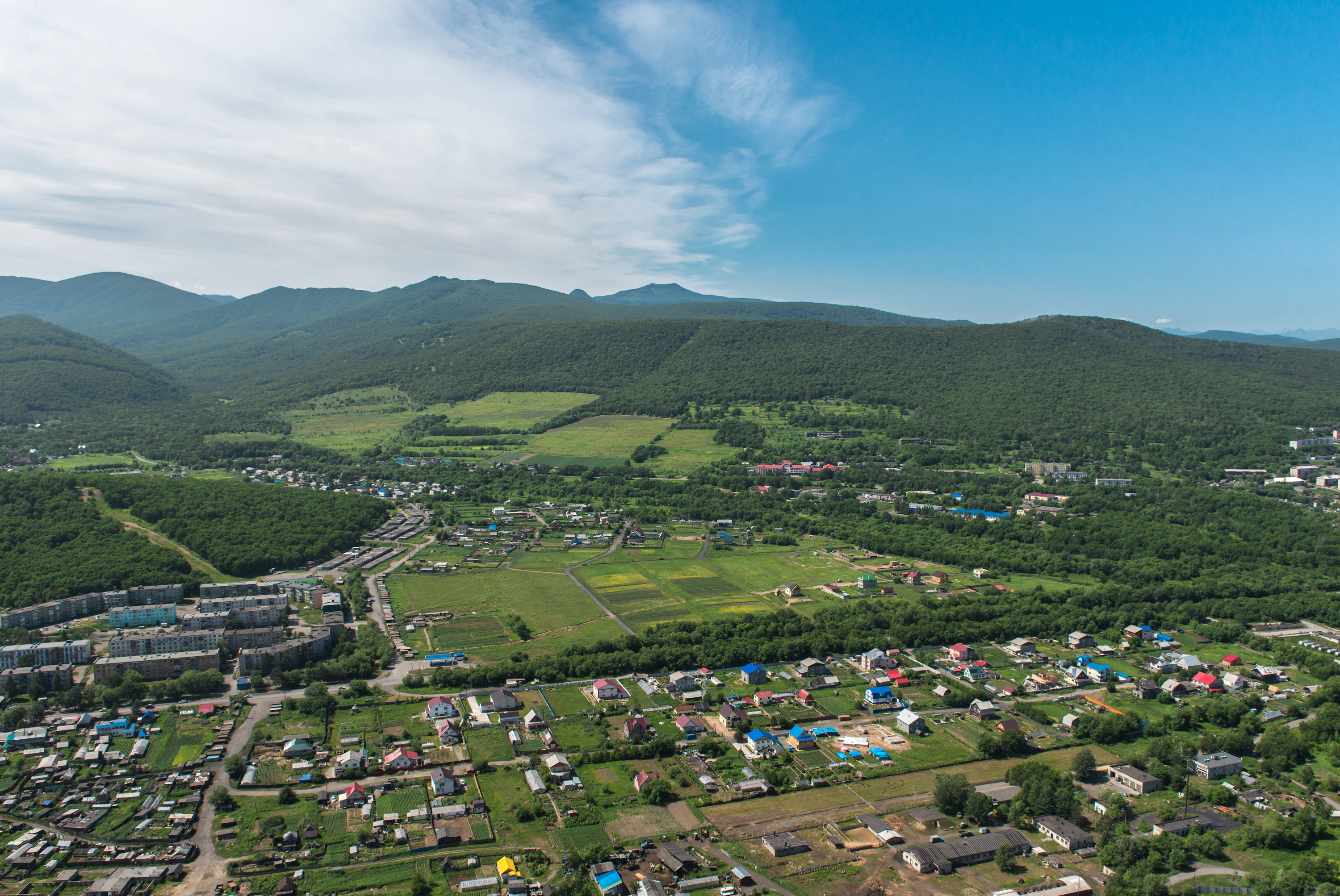
Banlieues de Ielizovo.

### Territoire et relief

#### Situation

Carte topographique de la partie péninsulaire.

Le kraï du Kamtchatka se situe dans l'extrême-orient russe, et il se situe principalement sur la deuxième plus grande péninsule russe après celle de Taïmyr, le Kamtchatka. La partie nord du kraï n'est pas péninsulaire ; c'est-à-dire la zone des raïons de Penjina et de la Bystraïa. Le point le plus au nord se situe presque au niveau du cercle polaire arctique, soit presque 65° de latitude nord. Au contraire, le point le plus au sud est le cap Lapatka, à la latitude 50°57' nord. Le point le plus à l'ouest est à Kroutogorovo, à la longitude 155°34' est, tandis, que le point le plus à l'est est au cap Nizki, tout au nord-est du territoire, à 175° est de longitude. La côte orientale de la péninsule est baignée par la mer de Béring au nord et l'océan Pacifique au sud. La séparation se situe au niveau du détroit du Kamtchatka, à mi-chemin. À l'ouest, on retrouve la mer d'Okhotsk, et à la pointe sud, le premier détroit des Kouriles, séparation entre le Pacifique et cette mer,.

#### Le littoral
Le littoral du Kamtchatka est d'environ 6 000 kilomètres. La côte ouest, baignée par la mer d'Okhotsk en fait 2100 depuis le cap Lopatka jusqu'à la baie Pritchhalnaïa partagée avec l'oblast de Magadan. Le littoral pacifique, entre le même cap et le détroit du Kamtchatka mesure 1 400 kilomètres, baie d'Avatcha comprise. Enfin, la côte sur la mer de Béring depuis le détroit jusqu'au cap Spotted frontalier avec la Tchoukotka fait 2 500 kilomètres. Ces 2 500 kilomètres comprennent d'ailleurs l'île Karaguinski et les îles du Commandeur.

#### Les principaux reliefs

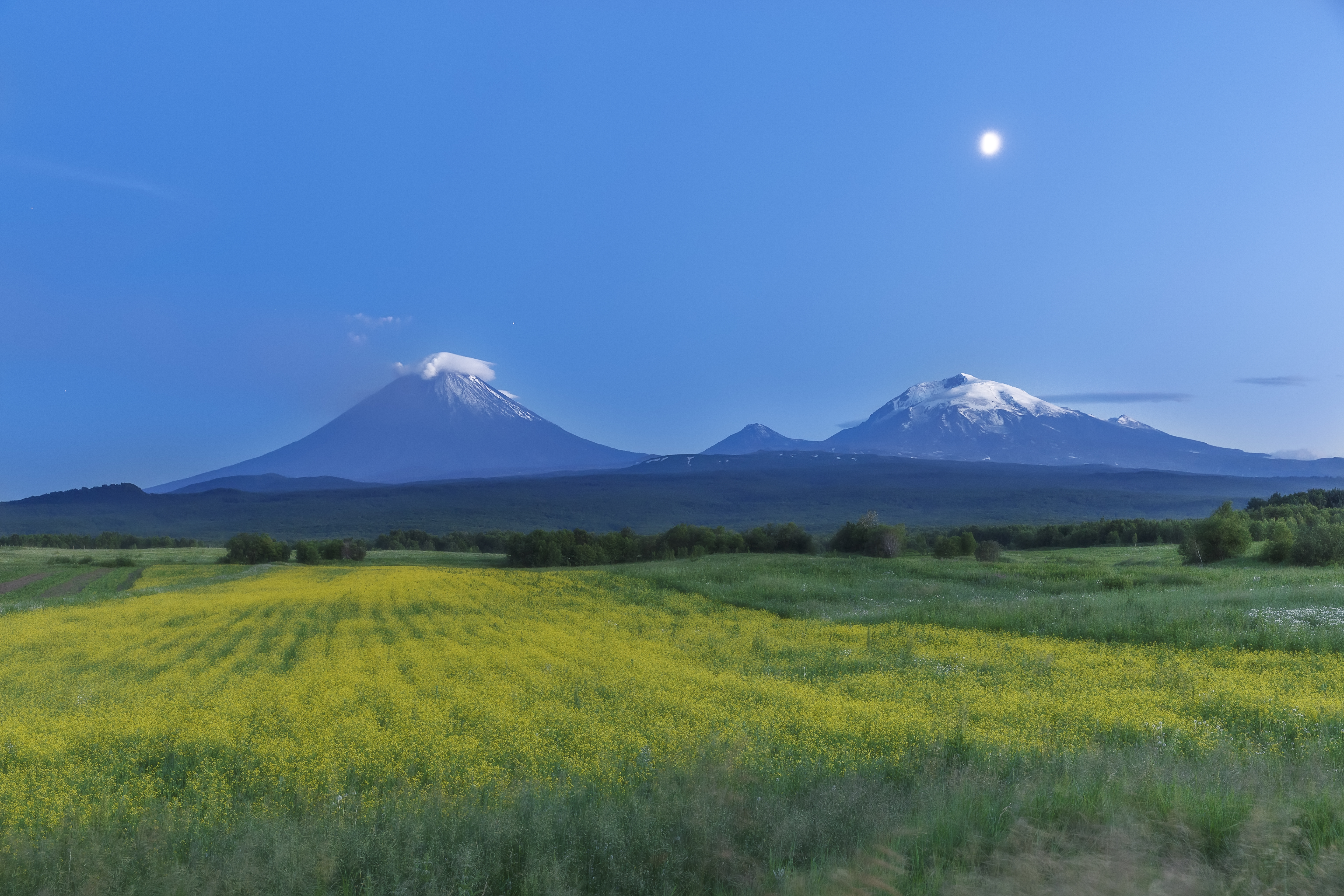
Plaine centrale avec le groupe volcanique du Klioutchevskoï.

Les deux tiers du Kamtchatka sont montagneux, et surtout la péninsule contrairement à la partie non péninsulaire du kraï. Dans la péninsule, il y a deux chaînes de montagnes principales, qui courent en parallèle sur un axe sud-ouest nord-est. Tout d'abord, il y a la chaîne Centrale, celle à l'ouest, avec comme plus haut sommet le volcan Itchinski avec ses 3 621 mètres. L'altitude moyenne des sommets est souvent supérieure à 2 000 mètres, et les cols sont à une altitude comprise entre 900 et 1 200 mètres. Elle court sur un axe de 1 200 kilomètres, et elle est large d'environ 100 kilomètres. Elle est asymétrique, ses flancs occidentaux ont une pente douce vers la mer d'Okhotsk, tandis que les pentes orientales vers la plaine centrale sont beaucoup plus abruptes. La seconde chaîne importante est la chaîne Orientale, l'est de la plaine centrale, qui est longue de 600 kilomètres et large d'environ 120 kilomètres. Son plus haut sommet est le Kronotski, haut de 3 521 mètres. Cette chaîne est un ensemble de chaînons montagneux, qui se jettent dans la mer avec plusieurs péninsules. Les montagnes sont hautes en moyenne de 2 000 mètres, avec des pics très proéminents,.

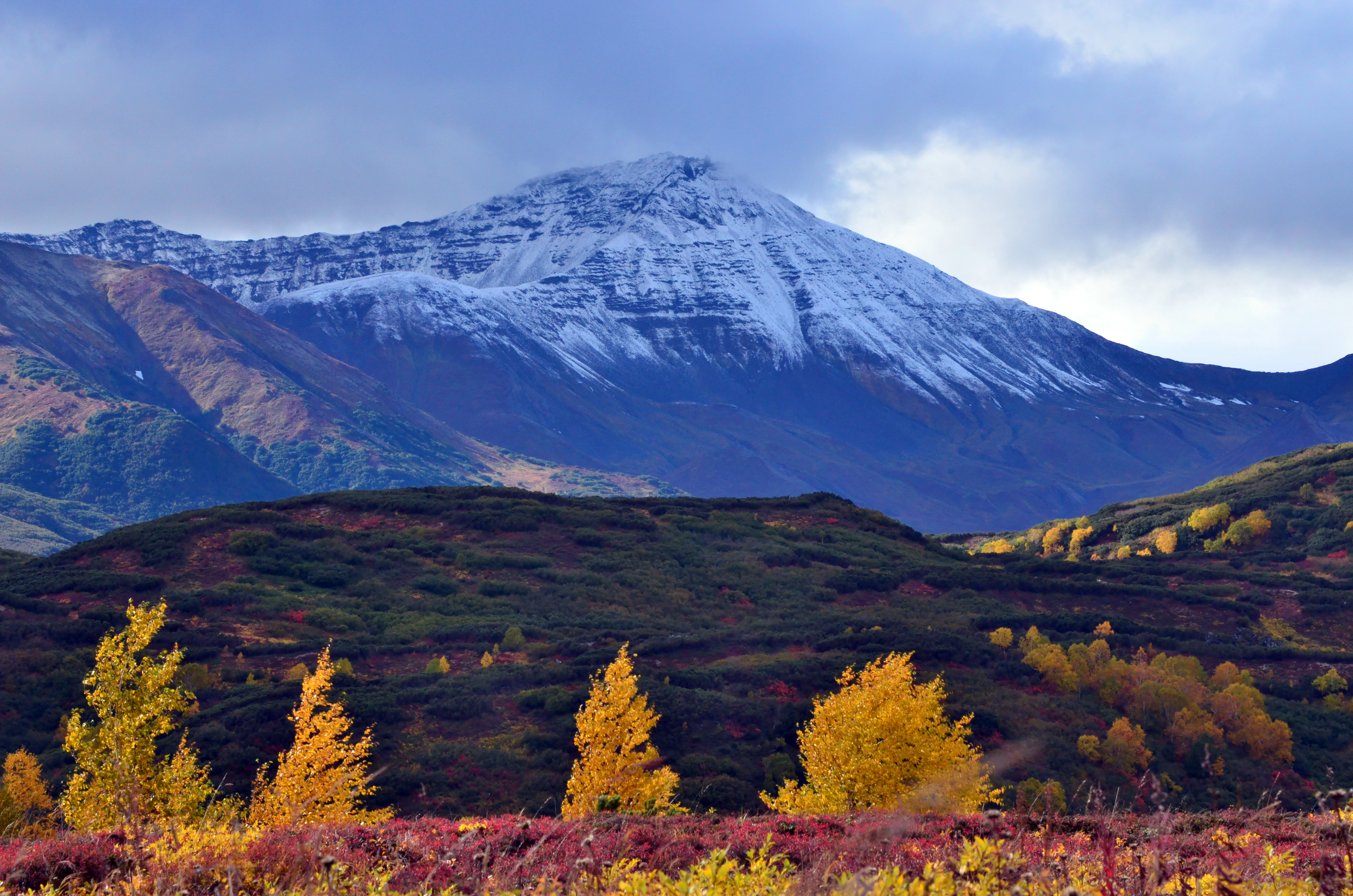
Paysage de la chaîne centrale.

Entre ces deux chaînes se trouve la plaine centrale du Kamtchatka, dont le centre est le fleuve éponyme. Elle s'étire sur un axe sud-est nord-est, longue d'environ 500 kilomètres, et large jusqu'à 100 kilomètres dans le centre. Au sud, elle est comprimée par les crêtes, et au nord, des montagnes la remplacent. Elle est riche en lacs, en bras morts et elle est sujette à des inondations. Au centre-nord de cette plaine se trouve le groupe volcanique du Klioutchevskoï. À l'ouest de la chaîne centrale, comprimée sur une bande de terre étroite se trouve la plaine du Kamtchatka occidentale, avec une largeur maximale de 70 kilomètres. Elle est délimitée au sud par l'embouchure de la rivière Ozernaïa à Ozernovski, et au nord par l'embouchure du Palana. Des anciens volcans peu hauts (300 à 500 mètres) se trouvent dans la bande de terre côtière. Enfin à l'ouest, se trouvent quelques plaines peu grandes, comme celle de l'Avatcha et celle bordant le lac Nerpitchie,.
La partie continentale du Kamtchatka commence lorsque la chaîne orientale perd de la hauteur, entre le golfe de Penjina et la mer de Béring. De là, on retrouve à l'est, longeant la mer de Béring, les monts des Koriaks jusqu'à la frontière avec la Tchoukotka. Ces monts sont entrecoupés de vallées qui se jettent dans la mer, avec parfois des plaines près du littoral. Les sommets sont compris entre 1000 et 1 800 mètres, avec souvent des petits glaciers dès 1 000 mètres. Au nord de ces monts se situe le Parapolski Dol, fosse tectonique longue de 425 kilomètres dans un axe est-ouest. Au nord même de ces monts se situe la chaîne de la Penjina, longue de 450 kilomètres et large de 15 à 30 km, qui court en parallèle à la fosse. Le nord de ces monts est la plaine fluviale de la Penjina, avec de nombreux cours d'eau, lacs et marécages. Enfin, la partie la plus septentrional du kraï est les monts de la Kolyma, partagés avec la Tchoukotka au nord-est et l'oblast de Magadan à l'est,.

### Volcanisme
L'activité volcanique au Kamtchatka est importante, à cause de sa position sur la ceinture du feu, entre la plaque d'Okhotsk et du Pacifique. Il y a en tout 29 volcans actifs sur la péninsule, auxquels il faut ajouter 160 volcans éteints. Ils se répartissent en deux lignes, une du cap Lopatka au Chiveloutch et une autre suivant la ligne de crête de la chaîne centrale. La seconde ligne est composée seulement de volcans éteints, mis à part l'Itchinski.
L'une des plus grandes illustrations de ce volcanisme est le groupe volcanique du Klioutchevskoï, se dressant en plein milieu de la plaine centrale. Ce groupe volcanique est composé du Klioutchevskoï, le plus haut sommet de Sibérie avec ses 4 688 mètres, mais aussi du Bezymianny, du Tolbatchik et d'autres volcans. Il y a 14 volcans actifs dans ce groupe, et 10 qui sont éteints. Ce groupe est le plus actif de la région, et contient plusieurs glaciers et caldeiras.
Outre ces volcans, on retrouve les trois iconiques de Petropavlovsk-Kamtchatski que sont le Koriakski, l'Avatchinski et le Kozielski, tous faisant plus de deux mille mètres. Les deux premiers sont actifs et le dernier est éteint. Au sud de la baie d'Avatcha, on retrouve le Vilioutchik à 30 kilomètres au sud. Encore plus au sud, on retrouve le Moutnovski, le Ksoudatch, le Goreli et l'Assatcha (ru), qui sont les plus puissants de la région avec d'importants champs de boue.

Sinon dans le centre de la péninsule, on retrouve le Karymski, le plus actif et l'un des plus récents de la péninsule. Ses laves sont connues pour être si visqueuses qu'elles n'atteignent souvent pas le pied du volcan. Il y a aussi le Joupanovski qui est un ensemble de quatre stratovolcans, le Dzenzourski, le Kronotski, le Maly Semiatchik ou encore le Kizimen.

Volcanisme du kraï du Kamtchatka.
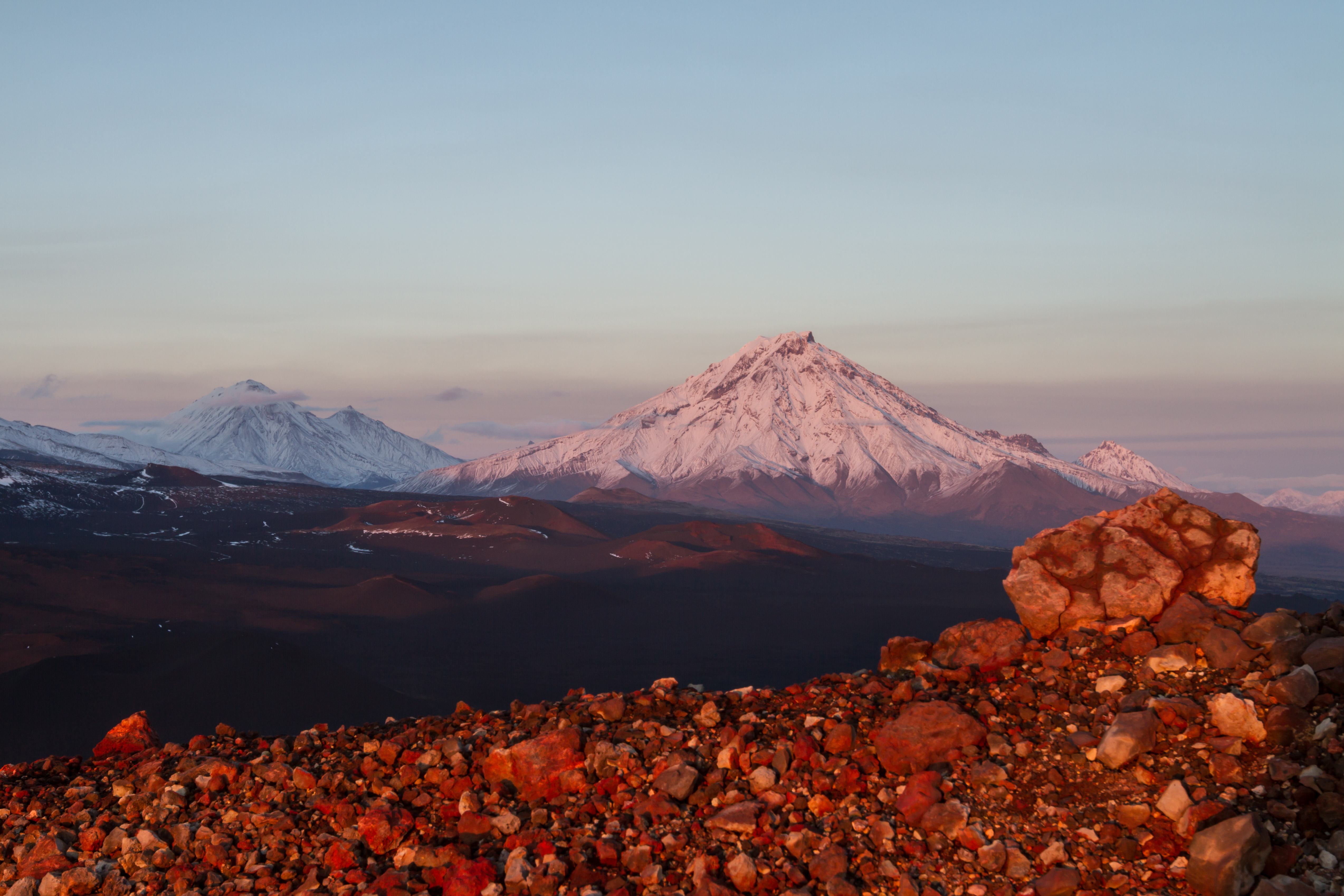
Le Tolbatchik au couchant.
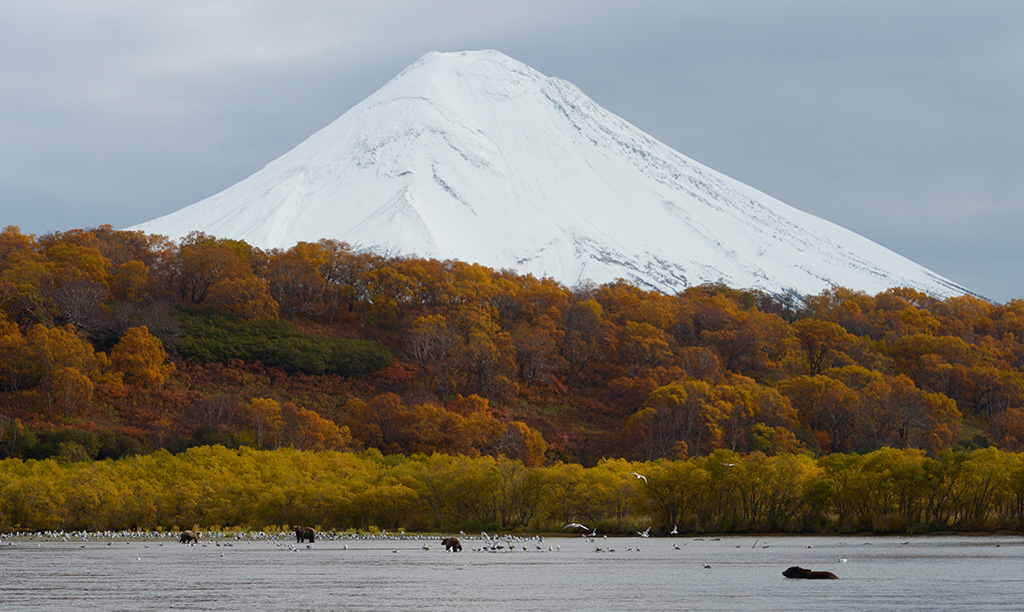
L'Ilinski au bord du lac Kourile.
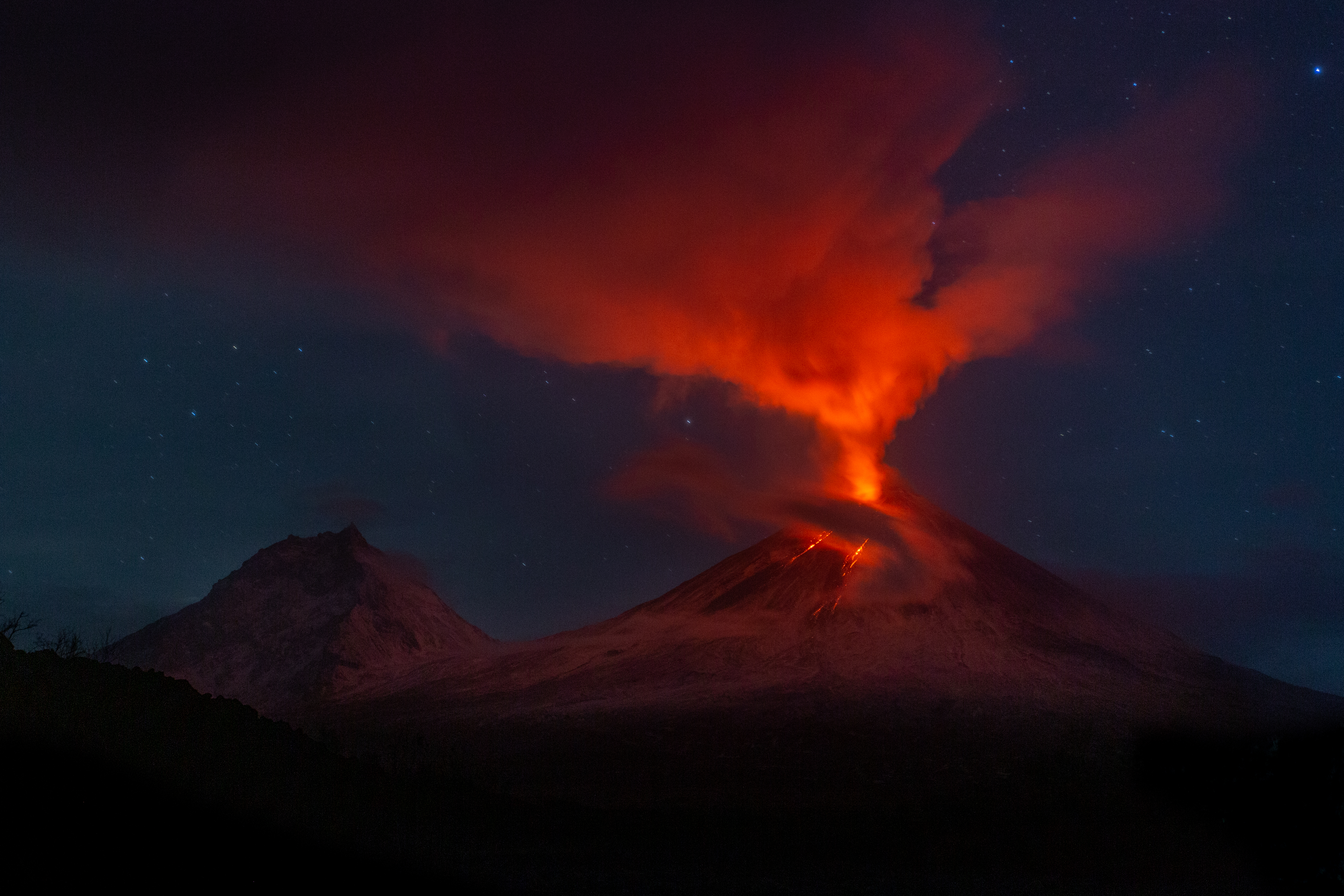
Le Klioutchevskoï en éruption en 2016.
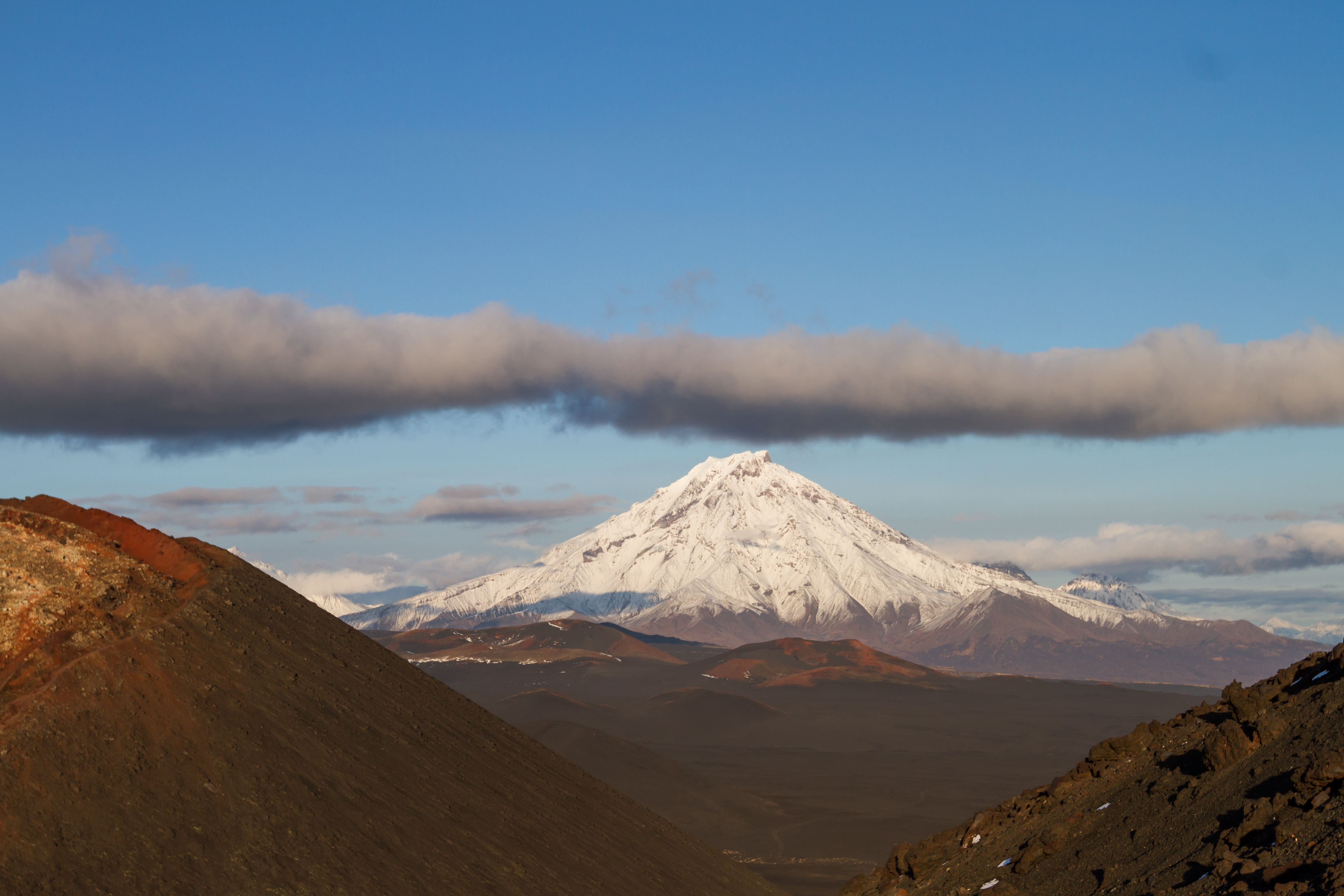
Le volcan Oudina depuis le Tolbatchik.

### Hydrographie

#### Principales caractéristiques hydrographiques
Le territoire du Kamtchatka possède de grandes ressources d'eau, grâce aux précipitations, à la fonte des neiges mais aussi grâce au pergélisol et à la faible évaporation à cause des températures basses. Le territoire compte ainsi plus de 140 000 rivières, avec une longueur totale d'environ 359 800 kilomètres. Sur toutes ces rivières, 95 % d'entre elles ont une longueur inférieure à 10 kilomètres, et seulement 105 d'entre elles font plus de 100 kilomètres. Parmi ces rivières, 21 en font plus de 200. La longueur des petites rivières est de 228 500 kilomètres, soit 63,5 % du total. La plupart des rivières coulent dans un sens latitudinal, depuis les montagnes vers soit la mer de Béring, soit le Pacifique ou soit la mer d'Okhotsk.
Le plus grand cours d'eau est le fleuve Kamtchatka, d'une longueur de 758 kilomètres et avec un bassin versant de 55 900 km2. Le Kamtchatka prend sa source dans la chaîne centrale, et traverse toute la plaine centrale pour finir sa course à Oust-Kamtchatsk, en traversant sur la toute fin des montagnes de la chaîne orientale. Contrairement à la règle générale au Kamtchatka, la rivière coule dans un sens sud-nord. Elle a de nombreux affluents, dont la Kozyrevka, l'Ielovka ou la Bolchaïa Khapitsa,.

#### Les rivières de l'est et du nord
Les rivières se jetant dans la mer d'Okhotsk proviennent principalement des flancs occidentaux de la chaîne centrale. Ces cours d'eau-ci se caractérisent par leurs gorges étroites, parsemées de cascades et rapides, avec sur la fin une vallée qui s'élargit en atteignant la mer. De par cet élargissement, les rivières forment des méandres, avec des berges basses et un courant bien plus lent. Il y a aussi souvent des marécages et des tourbières, et ces zones sont souvent inondées lors de la fonte des neiges et lors de fortes précipitations. Sur cette côte, on retrouve la rivière Bolchaïa, longue de 275 kilomètres qui a son embouchure à Oust-Bolcheretsk, la rivière Bolchaïa Vorovskaïa (167 kilomètres), la rivière Kroutogorva (169 km), la rivière Itcha (233 km), avec son embouchure à Itchinsk, le fleuve Palana ou le Tiguil, long de 300 kilomètres.
Dans le nord de la région se trouve la Penjina, le second plus grand fleuve du territoire avec ses 713 kilomètres. La limite de son bassin versant marque une partie de la frontière avec les deux autres sujets, et ce bassin couvre une superficie de 73 500 km2. Elle naît dans les monts de la Kolyma, pour se jeter dans le golfe de Penjina en passant par la plaine fluviale éponyme. Sinon, les rivières de la Koriakie, surtout celles qui se déversent dans la mer de Béring sont très courtes, et ont un caractère montagnard, avec des vallées étroites jusqu'à l'embouchure. Cependant, il y aussi dans certaines vallées très grandes de longs cours d'eau qui s'écoulent. Parmi eux, il y a la Talovka et ses 458 km, la Vyvenka (395 km), la Pakhatcha (293 km), l'Apouka (296 km) et l'Oukelaïat et ses 288 kilomètres.
Sur la côte orientale, hormis le fleuve Kamtchatka, les rivières sont souvent petites mais l'on retrouve néanmoins deux autres grands cours d'eau que sont l'Avatcha et ses 122 kilomètres qui se jette dans la baie du même nom ainsi que la rivière Joupanova (ru) qui mesure 242 kilomètres.

#### Les rivières de montagne et de l'intérieur des terres
En montagne, les rivières naissent généralement dans des vals étroits, avec la grande majorité du temps des rapides voire des cascades. Les bords sont alors composés de blocs de roches et de graviers. Elles sont de petite taille, et composent souvent les premiers kilomètres des rivières. Lorsque les rivières perdent de l'altitude, le débit et la pente décroissent fortement, ce qui fait que les sédiments sont de moins en moins transportés, et donc s'accumulent sur les berges et créent des îlots. À cause de ces accumulations de sédiments, les rivières commencent à avoir des méandres pour les contourner. Pour les grandes rivières, elles peuvent parfois retraverser une zone montagneuse (comme le fleuve Kamtchatka), et forment ainsi des gorges avec des falaises sur chaque côté.
Souvent les rivières transportent de grandes quantités de bois venant des zones forestières, qui peuvent créer des barrages naturels. Au printemps, les rivières ont leur débit et leur volume qui augmentent à cause de la fonte des neiges. Les barrages naturels cèdent alors, et pour ceux qui ne cèdent pas, le débordement des rivières entraîne la création d'un nouveau lit pour la rivière.

#### Les lacs et glaciers du Kamtchatka
Les lacs dans le Kamtchatka sont supérieurs à 112 000 en nombre, et sont de grands à petits, avec six types de lacs classés. Ils s'étendent sur une superficie de 5 800 km2, soit 1,2% de la superficie du Kamtchatka. Il y a tout d'abord les lacs de cratère ou de barrages naturels, souvent petits et en altitude. Les barrages naturels ont été créés à la suite d'éboulements de roche ou de coulée de lave. Les lacs Palanski, Kourile et Kronotski font partie de cette catégorie. D'ailleurs, le lac Kourile, formé dans une ancienne caldeira est l'un des plus profonds d'Asie avec ses 306 mètres, malgré une taille de seulement de 77,1 km2. On trouve ensuite les bras-morts, surtout dans la plaine centrale. Puis, il y a les lagunes, qui représentent environ 25 % de la superficie de tous les lacs, séparés de la mer ou de l'océan par de simple bancs de sable. Le plus grand dans cette catégorie est le lac Nerpitchie. Viennent ensuite les lacs glaciaires en montagne, puis enfin les lacs avec des tourbières. Parfois, les lacs peuvent appartenir à plusieurs catégories. Les lacs de caldeira ne gèlent souvent pas contrairement aux autres lacs.
Il y a trois lacs artificiels dans tout le kraï, de tout petits lacs sur la rivière Tolmatchevio, dans le raïon d'Oust-Bolcheretsk.
Les glaciers sont principalement situés dans la chaîne centrale et sur les pentes des principaux volcans. Alors que sur les hautes montagnes, ils ont tendances à être anciens, ils sont bien plus récents sur les pentes des volcans à cause des fréquentes éruptions qui les font fondre.

Hydrographie du kraï du Kamtchatka.
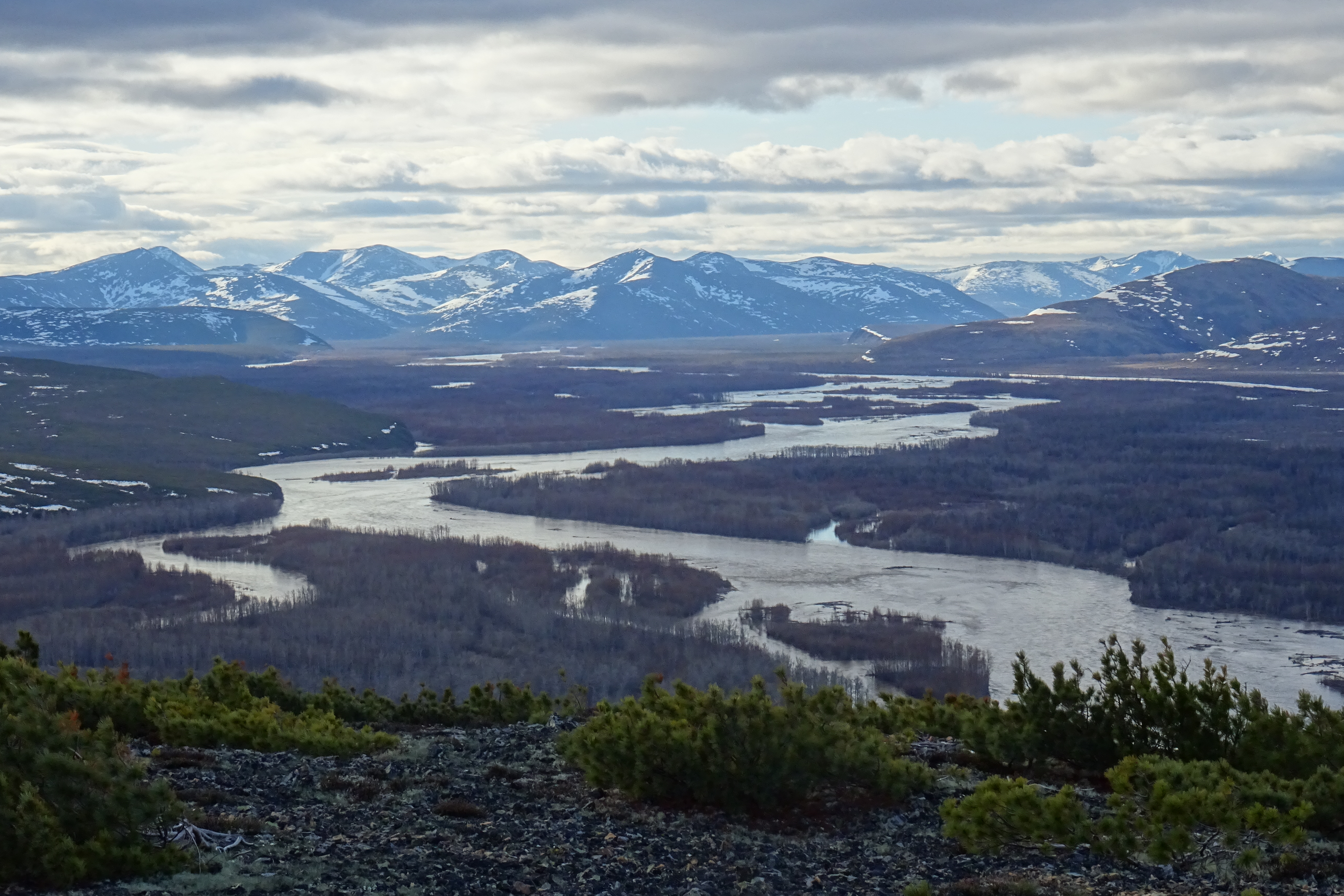
La Penjina vers Aïanka.
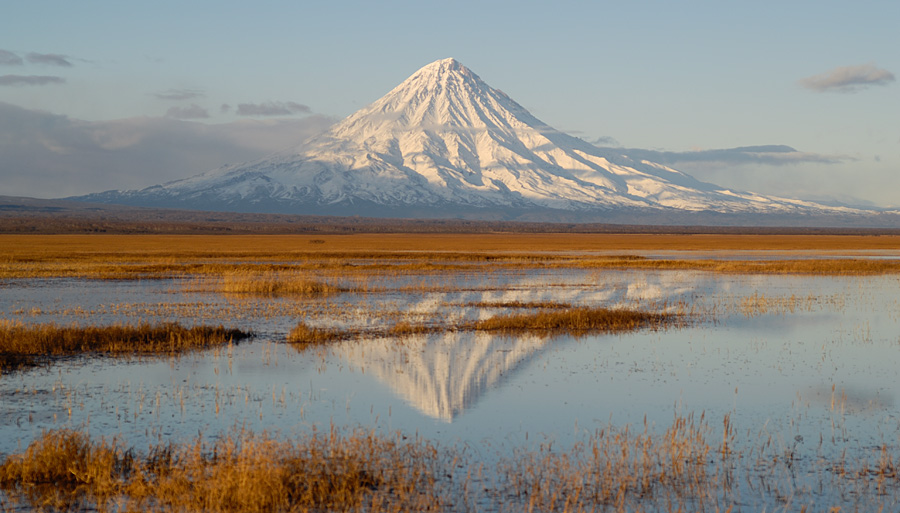
Lac Kronotski et le volcan du même nom.
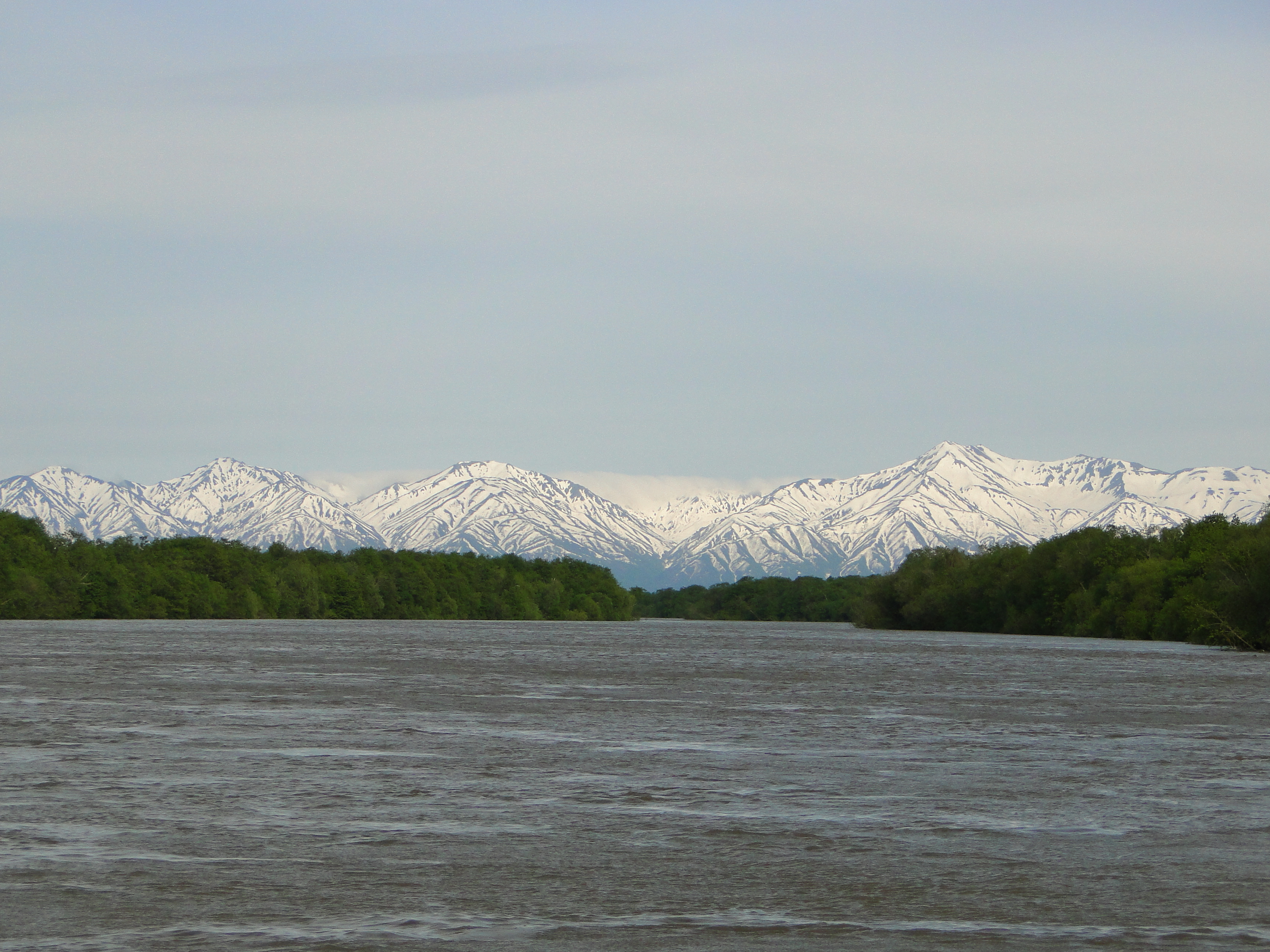
Le fleuve Kamtchatka avec le Koumrotch en arrière-plan.
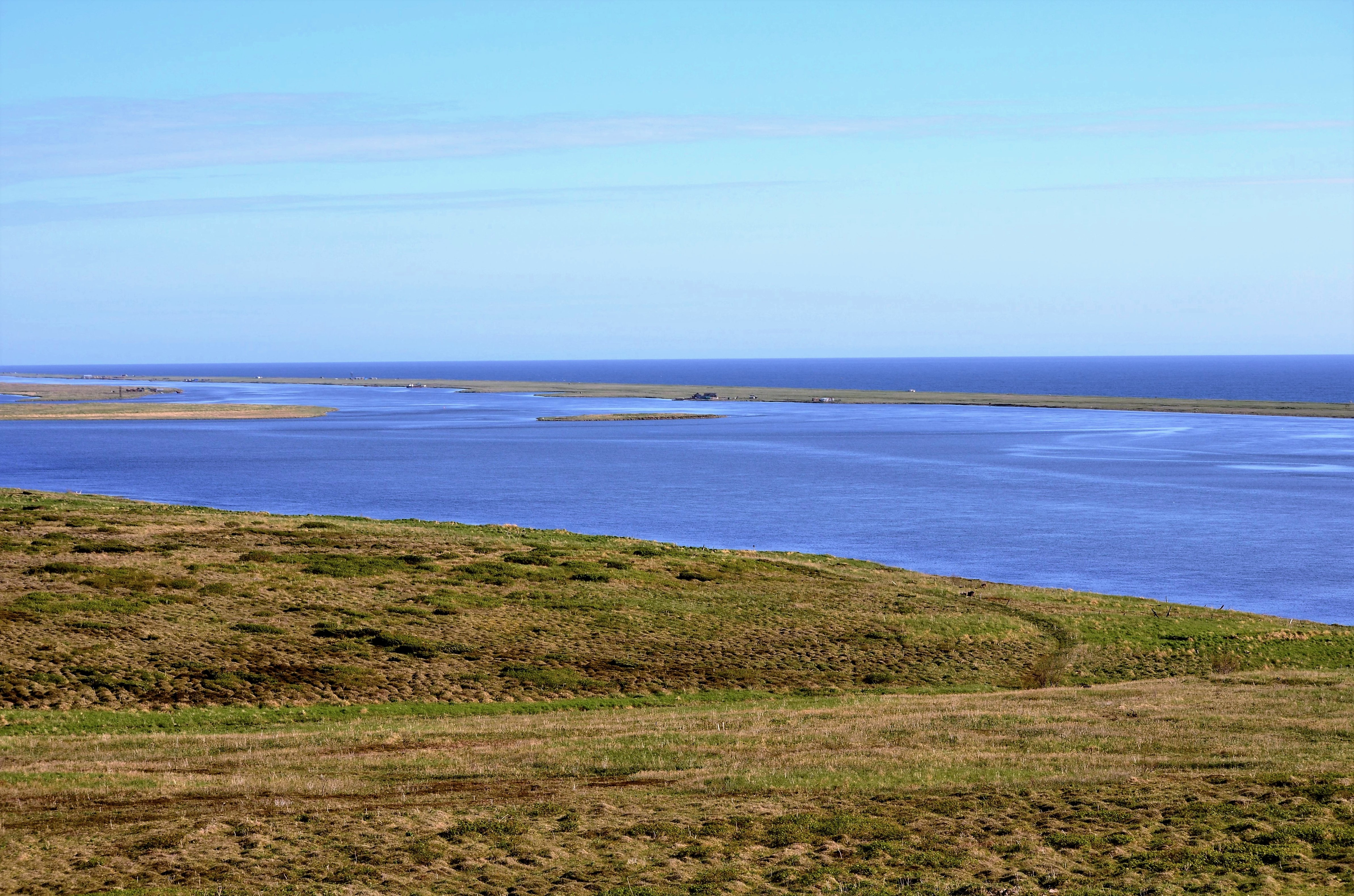
Lagune de la rivière Bolchaïa avec la mer d'Okhotsk en arrière-plan.

### Géologie
La géologie du Kamtchatka est très variée, et elle est conditionnée par le froid permanent et une humidité importante qui ont donné naissance au pergélisol. Il y a 26 types de sol au Kamtchatka, dont 11 liés à l'activité volcanique du territoire. Les sols d'origine volcanique occupent d'ailleurs plus de 70 % des plaines de tout le territoire péninsulaire. Les sols volcanique sont souvent poreux, avec une teneur forte en azote, potassium et phosphore. Sur ces sols riches se développent souvent des forêts, comme des forêts de bouleaux. Dans les zones montagneuses, les sols de toundra sont majoritaire, tout comme dans le ord du territoire. Pour les sols forestiers, leur teneur en humus est souvent très importante. Dans les zones jouxtant les rivières et sur la plaine occidentale, on retrouve souvent de la tourbe, favorisée par l'humidité importante et la décomposition lente des végétaux. Cette décomposition est due principalement au pergélisol qui entrave le processus.
En général, les sols volcanique du territoire possèdent de forte teneur en cuivre ainsi que la présence de nombreux autres éléments comme le chrome, le nickel, le strontium, l'étain, le molybdène ou bien l'argent.

### Climat
Le climat du Kamtchatka est fortement influencé par sa position géographique, par son relief, par les vents et surtout par la présence à ses côtes de la mer d'Okhostk et de l'océan Pacifique, qui stabilisent les températures. Le climat est subarctique dans la grande majorité du territoire, à part dans la plaine centrale où il est du type toundra. La météo est très différente selon l'endroit, et elle peut changer très vite. Le Kamtchatka peut être confronté à des blizzards ou des vents forts. Les vents sont peu puissant dans les terres, mais peuvent atteindre 30 à 40 m/s sur les côtes. Ils sont surtout présent en hiver. La région rencontre aussi des brouillards, qui varient de 70 à 115 jours sur les côtes, et qu'entre 30 à 40 jours dans les terres. Ils sont présents à hauteur de 80 % en été, sauf pour la plaine centrale où ils se produisent surtout en hiver. Les précipitations sont en moyenne de 629 mm par an, les températures moyennes comprises entre −16,4 °C en janvier et +13 °C en juillet. Les jours de neige sont supérieurs à 200 jours par an,.
En hiver, la neige recouvre totalement le territoire, et cette couverture neigeuse dure de cinq mois dans le sud à sept mois dans le nord de la région. Pendant cette saison, les vents viennent du nord, et apporte des blizzards, avec des fois des accumulations supérieur à 2,5 mètres en un seul blizzard. Le temps est nuageux, et les températures oscillent entre −20 °C et −30 °C dans le nord, et au contraire +6 °C dans le sud, grâce à l'océan. Pendant l'hiver, dont les mois les plus froids sont janvier et février, il peut il y avoir des dégels qui font passer les températures dans les régions froides au-dessus de 3 °C,.

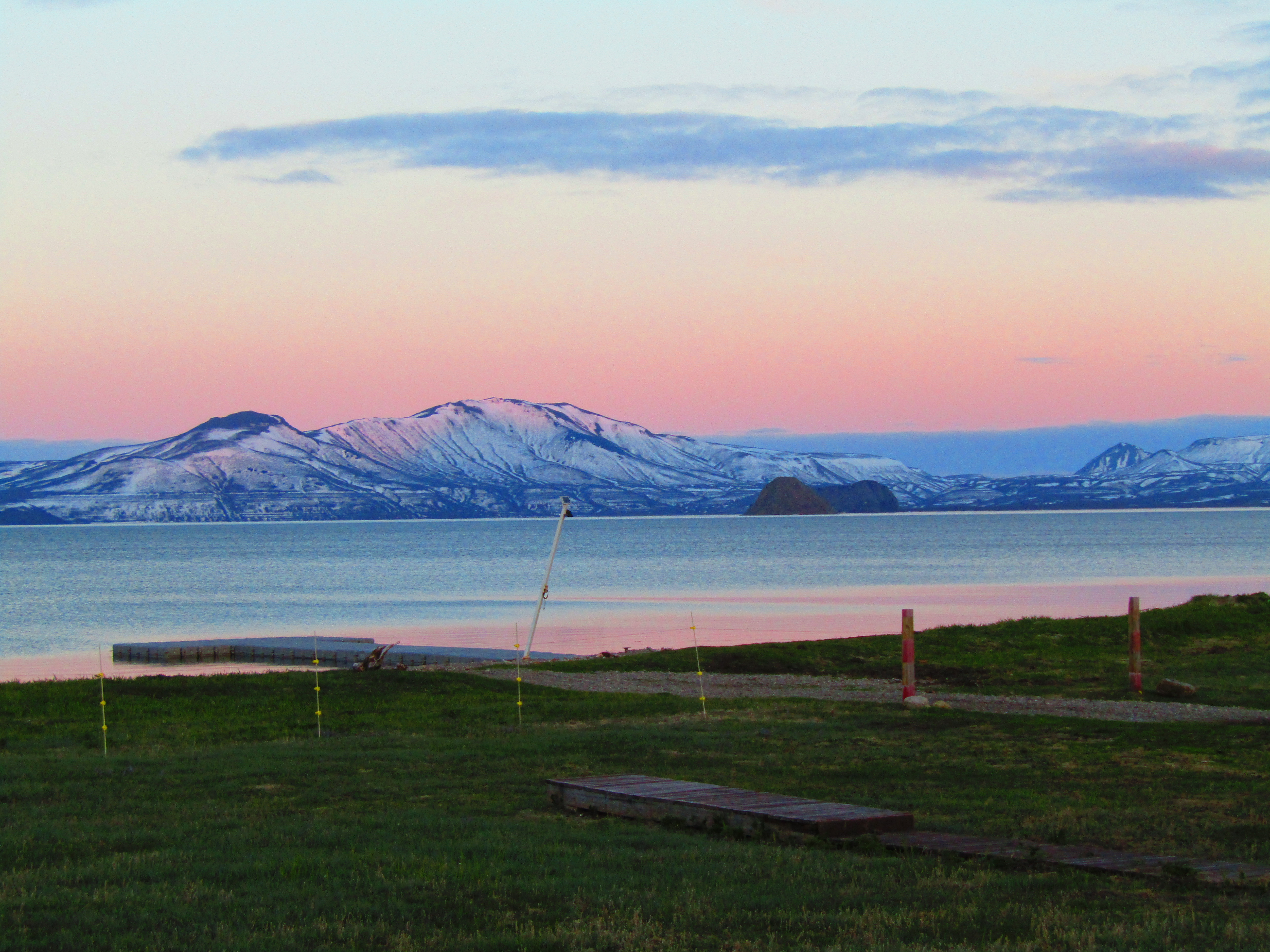
Paysage enneigé au lac Kourile à la fin mai.

Le printemps commence en avril et dure jusqu'à la mi-juin. Il peut commencer en mai dans les régions du nord, et il se définit par un temps très instable, avec de fortes précipitations, des gels fréquents, voire des blizzards venant du nord. Les températures passent la barre des +5 °C pendant cette période.
En été, la météo est pluvieuse et nuageuse, et dure entre deux mois dans le nord et jusqu'à cinq mois dans le sud. Il se caractérise par de nombreux brouillards sur les côtes, et avec des vents forts. Il n'y a cependant très peu d'orages, en moyenne deux à trois par an. Les températures moyennes restent aux alentours des 10 °C près des côtes, et avec très peu de jours au-dessus de 20 °C (en moyenne sept jours par an). Cependant dans les terres, particulièrement dans la plaine centrale, les températures peuvent atteindre 20 °C à 30 °C facilement, avec en tout entre 35 et 55 jours par an avec de telles températures. La température la plus chaude enregistrée fut dans la plaine centrale avec 37 °C affichés au mercure. Habituellement, août est le mois le plus chaud sur les côtes, et juillet pour les terres,.

Pour finir en automne, qui commence entre fin août dans le nord et en octobre dans le sud, les températures restent douces, avec un temps ensoleillé et calme. Les températures sont comprises entre 8 et 10 °C dans les terres, et de -5 à 7 °C sur les côtes en fonction de la latitude. Certains jours, les températures peuvent monter jusqu'à 15 voire 20 °C,.
| Mois                              | jan. | fév. | mars | avril | mai | juin | jui. | août | sep. | oct. | nov. | déc. |
| --------------------------------- | ---- | ---- | ---- | ----- | --- | ---- | ---- | ---- | ---- | ---- | ---- | ---- |
| Température minimale moyenne (°C) | −10  | −11  | −10  | −5    | 2   | 6    | 10   | 12   | 8    | 0    | −4   | −9   |
| Température maximale moyenne (°C) | −4   | −5   | −2   | 1     | 8   | 15   | 20   | 20   | 15   | 7    | 0    | −4   |

## Urbanisme

### Répartition des terres
La répartion des terres selon le rapport d'État « Sur l'état et la protection de l'environnement de la fédération de Russie en 2022 » du ministère des ressources naturelles et de l'environnement russe est, selon les catégories du code foncier russe, la suivante:
| Répartition                                  | 2022 (mille ha) | 2022 (%) |
| -------------------------------------------- | --------------- | -------- |
| Terres agricoles                             | 186,9           | 0,4      |
| Terres des localités                         | 102,5           | 0,2      |
| Terres d'industrie et autres fins spéciales  | 143,1           | 0,3      |
| Terres de territoires et des objets protégés | 1112,8          | 2,4      |
| Terres du fonds forestier                    | 44 221,5        | 95,3     |
| Terres du fonds aquatique                    | -               | -        |
| Terres de réserve                            | 660,7           | 1,4      |
| Total                                        | 46 427,5        | 100      |

### Voies de communication et transports

#### Transport routier

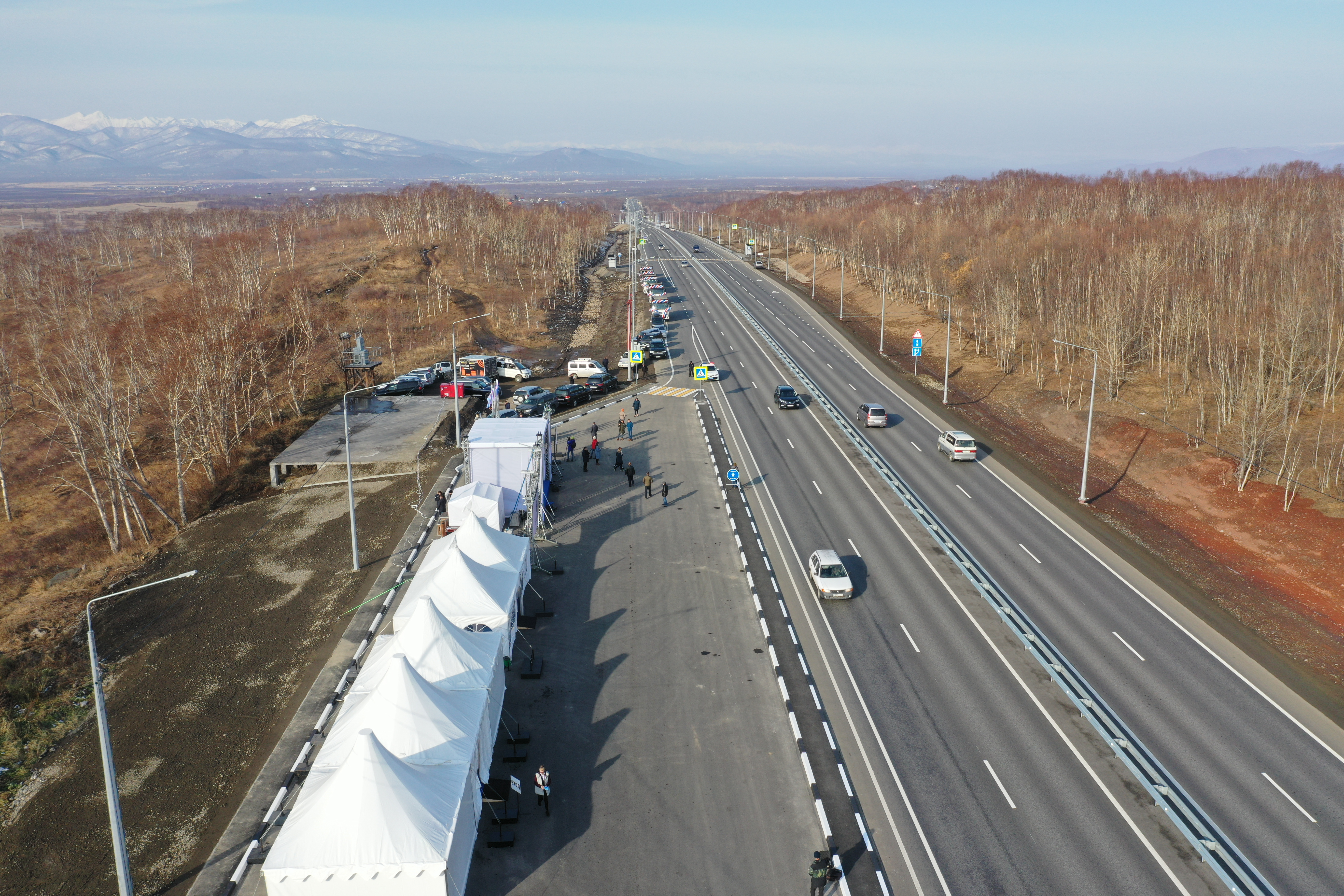
L'A-401 dans le raïon de Ielizovo.

Le réseau routier est l'une des principales composantes du transport dans la région, et principalement entre les principales localités et au sein de l'agglomération de Petropavlovsk. Il n'est cependant pas relié au reste du réseau routier russe. En 2019, le réseau routier mesurait 3 055 kilomètres, dont 1 843 kilomètres de routes d'importances régionales, 1 173 kilomètres d'importances locales et 38 kilomètres de routes fédérales. Fin 2021, le réseau d'importances régionales, à 45,3 % aux normes, était de 1 831 kilomètres, dont 1 403,3 kilomètres ouverts toute l'année et 427,74 kilomètres de routes de glace et d'hiver. La principale route d'hiver est entre Anavgaï et Tiguil. Il y a environ 7 500 mètres linéaires de ponts répartis entre 166 ouvrages. C'est le ministère des transports du Kamtchatka, via l'agence Kamtchatoupravtodor qui gère le réseau d'importance régional, et Rosavtodor pour le réseau fédéral.
Les principales routes sont l'A-401 entre le port de Petropavlovsk et son aéroport, qui est la seule route d'importance fédérale, et qui est une voie expresse sur une partie du trajet. Il y a aussi les routes Petropavlovsk — Milkovo — Klioutchi — Oust-Kamtchatsk (avec une branche vers Anavgaï et Esso) ; Sokotch — Oktiabrski ; et entre les villes de l'agglomération de Petropavlovsk (avec Vilioutchinsk et Ielizovo). Il y aussi des routes permanentes non connectées à ce réseau structurant, dont Tiguil — Palana ; Manily — Kamenskoïe ; Ozernovsky — Choumyi et d'autres mineures.
La densité du réseau est de 6 mètres par km2, et six raïons sur onze du territoire ne sont pas connectés au réseau dorsal, ainsi que 37 localités de la région. Le parc automobile est en moyenne vieux (environ 15 ans le véhicule),.

#### Transport aérien

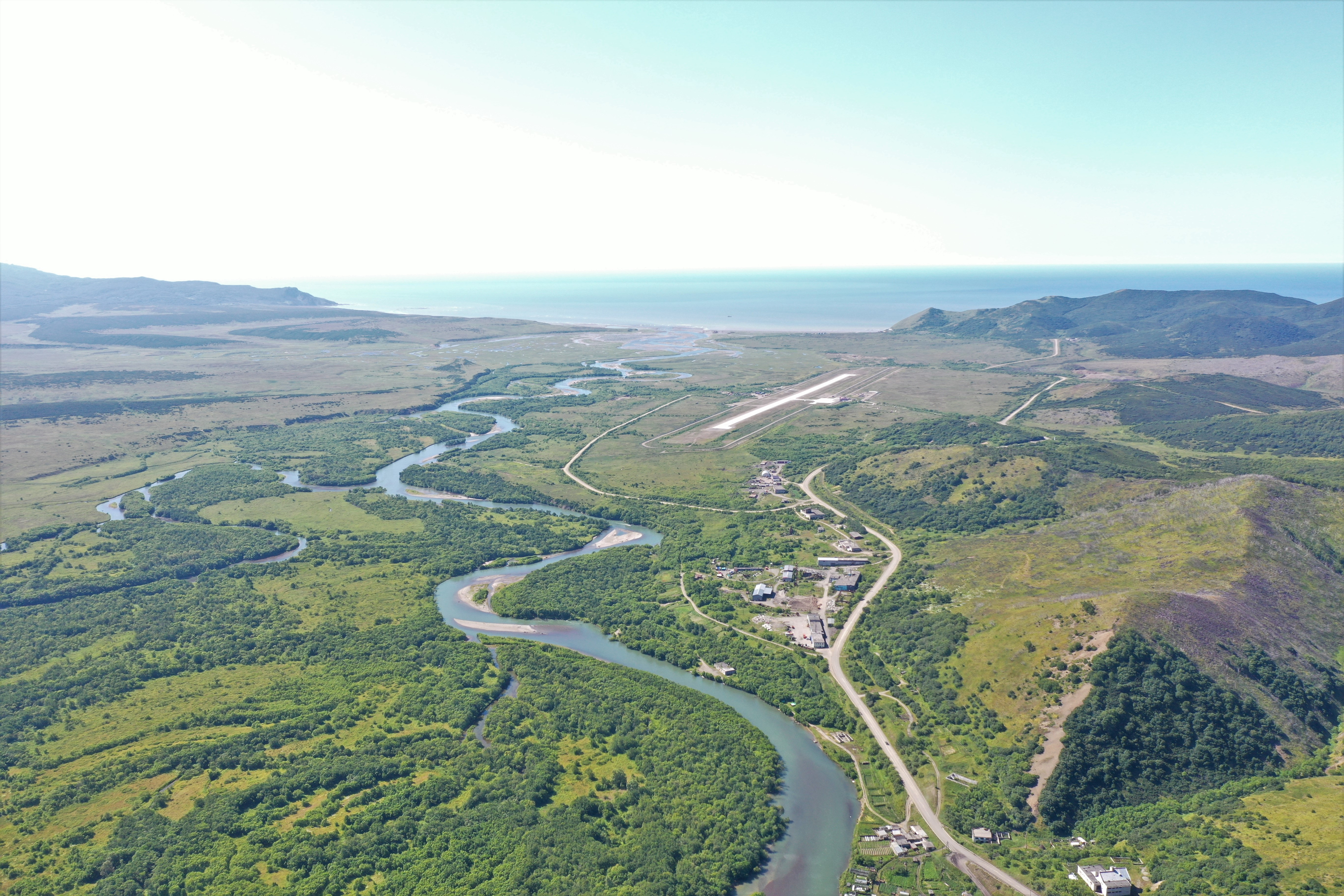
Palana, son fleuve et son aérodrome.

Le transport aérien dans le kraï du Kamtchatka est un des moyens de transport le plus important, étant souvent le seul moyen de transport vers les villages isolés du nord mais aussi la porte d'entrée depuis le reste de la Russie et l'étranger. Le principal aéroport est l'aéroport de Petropavlovsk-Kamtchatski à Ielizovo, avec plus de 800 000 passagers en 2022, soit une augmentation de 7,7 % par rapport à 2021, et près de 6 000 vols sur l'année 2022. La moitié des passagers (50,3 %) empruntent la ligne quotidienne Moscou - Petropavlovsk. D'autres lignes existent, desservant le reste de la Russie (Novossibirsk, Vladivostok, Khabarovsk, Irkoutsk, Magadan, Ioujno-Sakhalinsk) ainsi que des communes de la région, comme Tilitchki, Ossora ou Sobolevo par exemple. Pour les lignes intérieures à la région, elles ont transporté environ 40 000 personnes en 2022,.
Il y a douze aérodromes sur le territoire, ainsi que quatre héliports et dix sites d'atterrissage. Les aérodromes sont situés à Manily, Milkovo, Nikolskoïe, Ossora, Ozernaïa, Pakhatchi, Palana, Sobolevo, Tiguil, Tilitchik, Oust-Kamtchatsk et Oust-Khaïriouzovo,.

#### Transport maritime
Le transport maritime est le principal moyen de transport des marchandises dans la région et avec la région, et la plupart des navires de marchandises font des rotations depuis le Primorié avec le Kamtchatka. Le principal port de la région est celui de Petropavlovsk-Kamtchatski, dans la baie d'Avacha, au sud-est de la région. Le port, en eau profonde, est libre des glaces toute l'année, et peut recevoir des bateaux longs de 200 mètres, larges de 25 mètres, et avec un tirant d'eau de 9 mètres. À lui seul, il se charge environ d'un million de tonne de marchandise par an. Outre ce port, la région en dispose de treize autres dispersé sur les côtes de la région. Ils sont situés, dans le sens sud-nord, à Ozernovsky, à Oktiabrski, à Kirovsky, à Kroutogorovo, à Nikolskoïe, à Oust-Kamtchatsk, à Oust-Khaïriouzovo, à Tiguil, à Palana, à Ossora, à Tilitchiki, à Pakachi et à Manily. Mis à part le port de Tilitchiki, les autres ports sont libres de glace entre avril et novembre, permettant la circulation des navires. Tous ces ports sont regroupés sous une même entité, et elles gèrent au total plus de 2,5 millions de tonnes de marchandises par an. Parmi ces marchandises, on retrouve 300 000 tonnes venant de la pêche et 350 000 tonnes d'exportations ou d'importations.

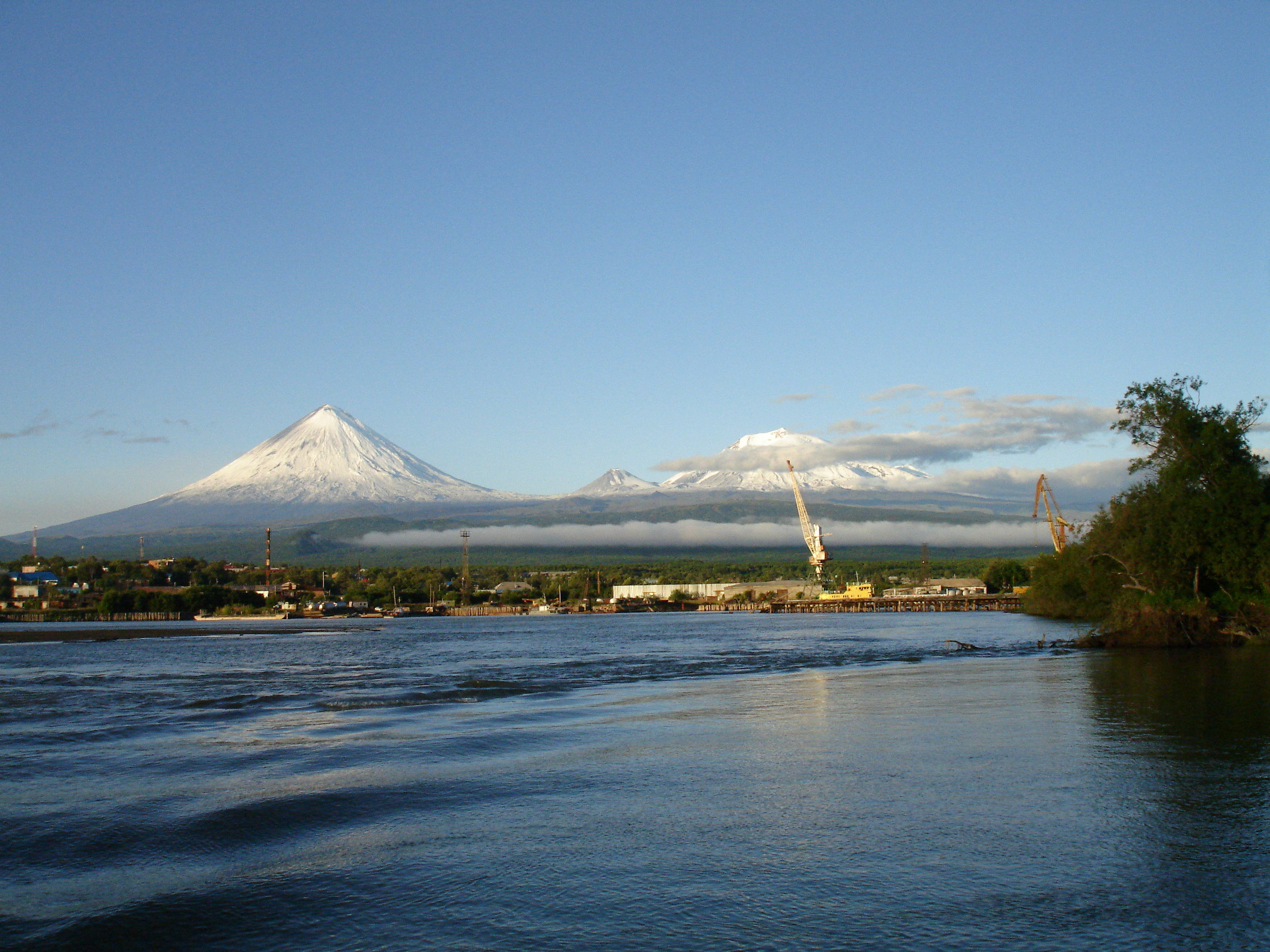
Klioutchi et son port.

Un ferry, le « Vassili Zavoko », existe entre Petropavlovsk-Kamtchaski et Nikolskoïe, sur l'île Béring, et il a transporté en 2017 un peu moins de 1 000 passagers au cours de ses tournées. Il y a aussi un aéroglisseur entre Klioutchi et Kroutoberegovo, qui avait lui transporté plus de 14 000 personnes en 2017. En plus de l'aéroglisseur, sur le même trajet, un bac avait transporté plus de 55 000 personnes toujours en 2017. D'autres lignes d'aéroglisseur ou d'hydroptères existent, d'abord entre Tilitchki et le village de Korf, où l'aérodrome de Korf est situé, ainsi qu'entre Manily, Kamenskoïe et Slatnouïe sur la Penjina.
En 2021, la construction de deux ferries a été engagée, dont un avec une capacité de 150 passagers et de 70 voitures, pour rétablir un trafic de passager entre Petropavlovsk, Magadan, Sakhaline et le Primorié. L'autre, avec une capacité plus faible, devrait relier Petropavlovsk, les îles du Commandeur et Severo-Kourilsk. Le coût pour le premier est de 3,1 milliards de roubles et pour le second d'1,3 milliard. En 2022, la région a commandé trois barges afin de permettre un transport fluvial sur le Kamtchatka, de Milkovo à Oust-Kamtchatsk.

#### Autres modes de transport
Le Kamtchatka possède quelque lignes de transports en commun, toutes des lignes de bus. Petropavlovsk dispose de son réseau de 31 lignes de bus, Ielizovo en a trois et Vilioutchinsk également trois. Il y aussi 11 lignes de bus desservant le raïon de Ielizovo, et 20 lignes reliant ce raïon et toutes ces villes entre elles. En plus de ce réseau, il faut ajouter Oust-Kamtchatsk qui possède deux lignes de bus.

Carte du projet actuel.

Le territoire du Kamtchatka n'est pas desservi pas les chemins de fer russes, mais des projets ont été proposés depuis le XIXe siècle pour le connecter. Le Kamtchatka fut pendant longtemps proposer comme une branche à un possible axe de transport entre la Russie et l'Alaska par le détroit de Béring, mais aucun ne fut concluant. Dans les années 1970, il fut proposé une ligne de chemin de fer entre Oust-Kout (où passe le BAM) et Petropavlovsk, mais le conseil des ministres de l'URSS refusa l'idée en 1974.
En 2009, le projet de magistrale Lena-Kamtchatka (ru) fut relancé, et il fut impulsé par la réussite en 2019 de la magistrale Amour-Iakoutie. Le projet actuel prévoit de faire passer la ligne par Oust-Maïa, puis la faire arriver à Okhotsk sur la côte. De là, elle doit longer la mer d'Okhotsk, en desservant Magadan, et elle doit arriver au golfe de Penjina. Arrivé à ce point, soit le chemin de fer traverse les 30 kilomètres de détroit, par un pont ou un tunnel ou sinon il contourne le golfe (détour de 500 kilomètres). Ensuite, la ligne devrait descendre jusqu'à Petropavlovsk en passant par la côte ouest puis par la plaine centrale. Cet itinéraire est long d'environ 5 000 kilomètres, soit 700 kilomètres de plus que la magistrale Baïkal-Amour.
Une alternative existe, longeant la R504 jusqu'à Magadan et ainsi desservir les localités de la Kolyma, où les perspectives économiques sont importantes grâce aux nombreux gisements inexploités. Le projet n'est pour l'instant pas lancé jusqu'à Petropavlovsk, mais la construction jusqu'à Magadan devrait commencer courant 2023 avec une date d'achèvement prévue en 2035, et un budget estimé à 1,6 milliard de roubles.

## Histoire

### Préhistoire
Le peuplement du Kamtchatka a commencé au Paléolithique, aux alentours de -10 000 av. J.-C. Les premiers peuples seraient les Tchouktches, les Koriaks et les Itelmènes. Ces peuples pratiquaient un mode de vie chasseur-cueilleur, surtout centré autour de la pêche. L'un des plus anciens sites archéologiques est celui d'Itelmène, qui se situe à l'emplacement actuel de Petropavlovsk.

### Colonisation sous l'Empire russe

#### Premiers colons
Au milieu du XVIIe siècle, les cosaques de Sibérie et les pomors se dirigent vers l'extrême-orient. Simon Dejnev atteint le détroit de Béring en 1648, et un autre pomor, Mikhaïal Stadoukhine souhaite le concurrencer et explorer l'extrême-orient russe, aussi vers le même détroit. En 1649, il part de la Kolyma, et en 1651, Stadoukhine atteint le golfe de Penjina, où il resta tout l'été et automne de cette année. Pour la première fois, des Européens foulent le sol du Kamtchatka, plus précisément la partie non péninsulaire. Au cours de la suite de ce siècle, d'autres colons russes ont pénétré la péninsule et l'ont exploré. En 1697, le Kamtchatka est intégré au tsarat de Russie par Vladimir Atlassov, et l'année suivante, Verkhne-Kamtchatski est fondé dans le raïon de Milkovo.
Lors de la réforme provinciale du tsar Pierre Ier, le gouvernement de Sibérie est créée, avec plusieurs oblasts à l'intérieur de lui. Parmi ces oblasts se trouvent l'oblast de Iakoutsk, qui comprend la Iakoutie, la Tchoukotka et le Kamtchatka.

#### Grandes expéditions

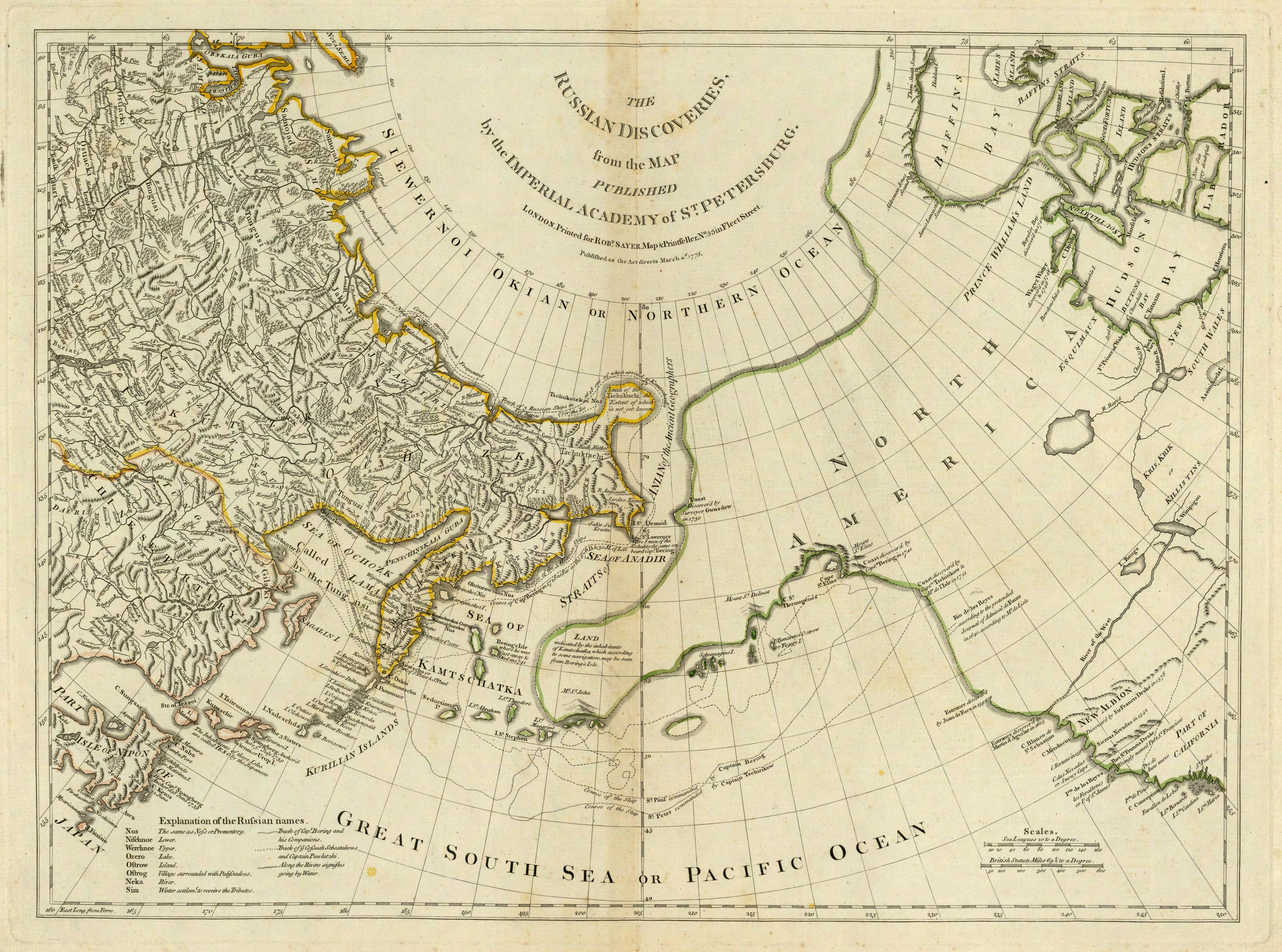
Carte résultant de la deuxième expédition.

Missionné par Pierre Ier le Grand, Vitus Béring et son second Alekseï Tchirikov partent fin 1724 dans l'extrême-orient pour cartographier les terres. Ils longent les côtes orientales du Kamtchatka, et découvrent aussi les îles du Commandeur.
En 1740, lors de la deuxième expédition du Kamtchatka, les deux bateaux de l'expédition Saint-Pierre et Saint-Paul, le premier commandé par Béring, l'autre par Tchirikov, pénètrent dans la baie d'Avatcha le 6 octobre 1740 (17 octobre dans le calendrier grégorien) pour se réfugier d'une tempête. Ce jour est considéré comme la fondation de la ville de Petropavlovsk-Kamtchatski, alors nommé Nijné-Kamtchatsk.
En 1772, un gouverneur est nommé pour la région, un certain Magnus von Behm (ru). Entre 1779 et 1799, le nouveau gouverneur Vassili Chmalev construit des batteries à Petropavlovsk. Au cours de cette période, le port accueille des navigateurs comme James Cook, Jean-François de La Pérouse ou bien Gavriil Sarytchev.

#### Développement progressif

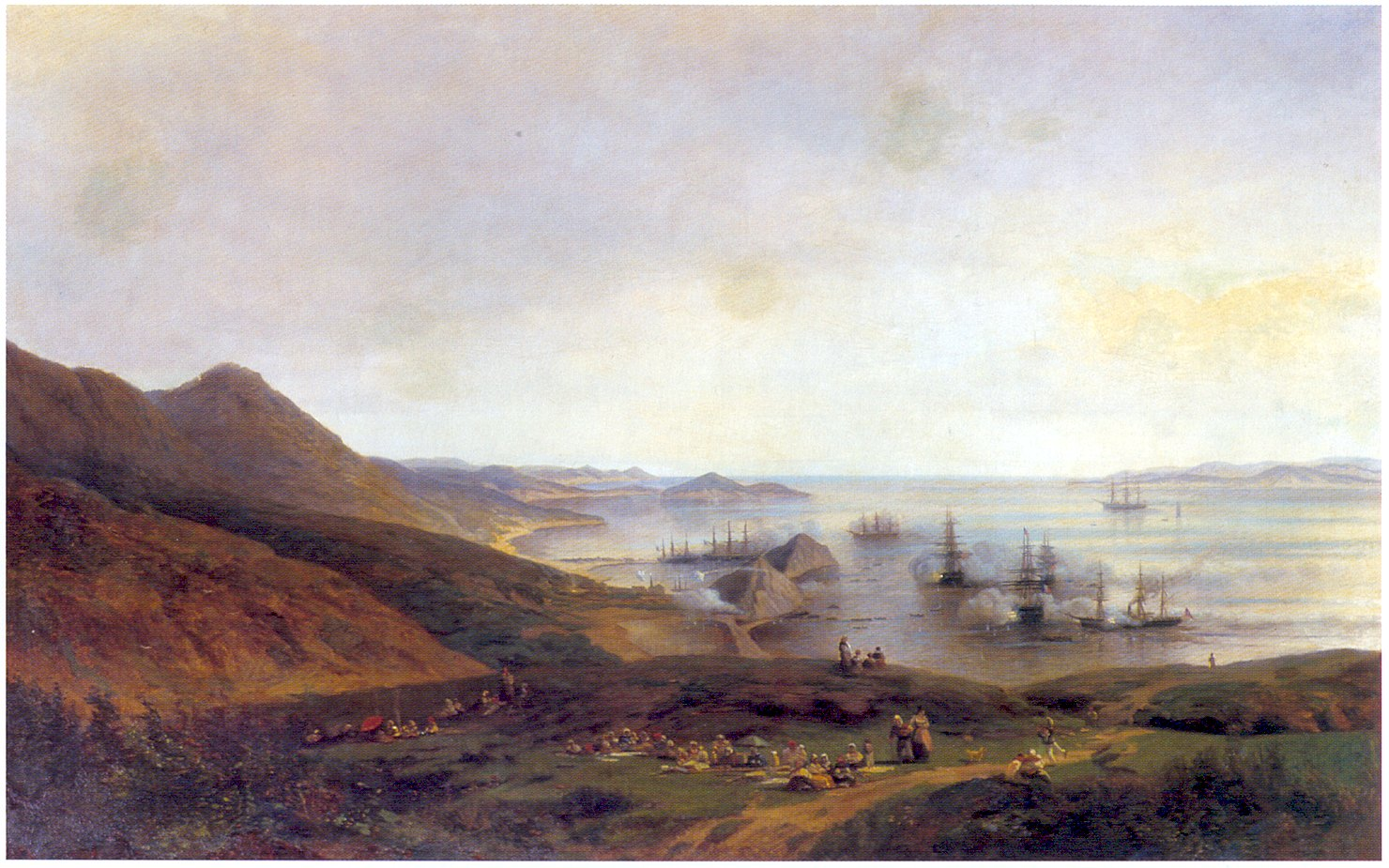
Siège de Petropavlovsk en septembre 1854 par Alexeï Bogolioubov.

En 1803, l'oblast du Kamtchatka est créé comme subdivision du gouvernement d'Irkoutsk, et le 28 mars 1812 (9 avril dans le calendrier grégorien), Nijné-Kamtchatsk devient le centre administratif. En 1822, le centre administratif est renommé en l'honneur des bateaux de l'expédition, soit en Petropavlovsk-Kamtchatski, soit littéralement « Saints Pierre-et-Paul du Kamtchatka », et l'oblast est dissout à ce moment-là.
Le 20 novembre 1849 (2 décembre dans le calendrier grégorien), l'oblast du Kamtchatka est à nouveau reformé, avec comme gouverneur Vassili Zavoïko, qui est regradé en gouverneur militaire en février 1850.
Le Kamtchatka entre sur la scène internationale lors de la guerre de Crimée, avec le siège de Petropavlovsk. Le 30 (18) août, une escadre anglo-française jette l'ancre dans la baie d'Avatcha, et deux jours plus tard 600 hommes débarquent pour prendre la ville, mais la ville résiste, et met l'alliance en retraite. Cette résistance est dû à la bonne préparation par Zavoïko, informé d'un possible siège. En juin précédent l'attaque, une frégate qui devait alimenter en armes et en soldats la ville échappe de peu à sa prise par l'escadre franco-anglaise. Le 24 juillet, un autre bateau avec 333 soldats parvient à débarquer en sécurité dans la baie. Pendant l'été, des batteries furent construites, et 68 canons mis en place. Le 2 septembre (24 août), l'escadre retente une prise de la ville en contournant la colline Nikolskaïa, mais ils sont repoussés. Le 5 septembre (27 août), l'escadre quitte définitivement la baie.
Mais conscient de la faiblesse de la ville, Nikolaï Mouraviov-Amourski fait évacuer la ville, et le 8 (20) mai, l'escadre pénètre à nouveau dans la baie, pour retenter une prise. Mais ils trouvent une ville fantôme, ils la pillent et l'incendient. Au même moment, les Russes partent vers Nikolaïevsk-sur-l'Amour. À cause de la quasi désertion de la région, l'oblast est dissout en 1856 et intégré à l'oblast du Primorié.

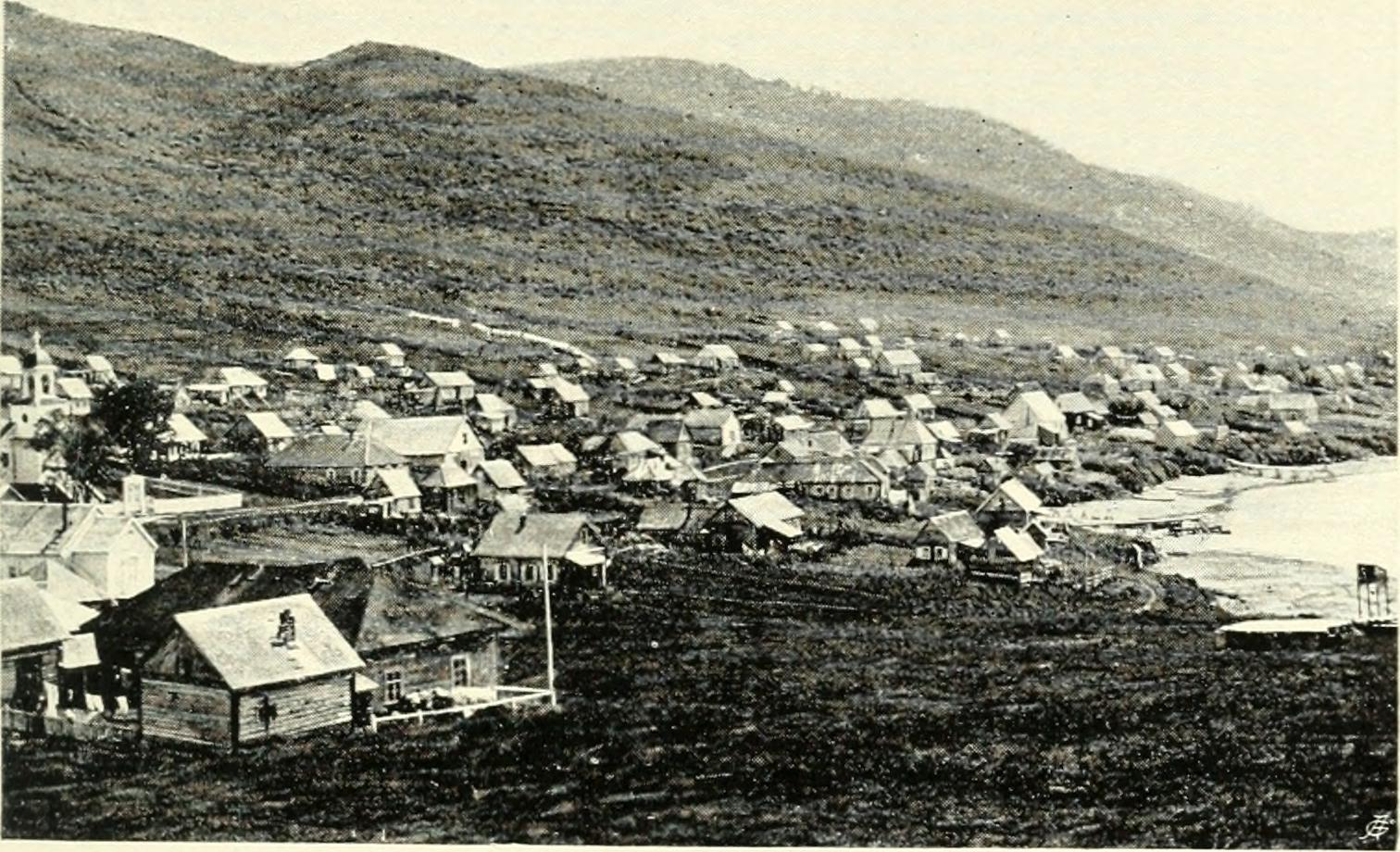
Petropavlovsk en 1904.

En 1909, alors que la Russie a subi un arrêt de ses conquêtes à cause de l'échec de la guerre contre le Japon, le gouvernement s'intéresse une autre fois à la région, et l'oblast est à nouveau formé,.

### Guerre civile russe
La nouvelle de la révolution de février arrive le 5 mars 1917, et le lendemain lors d'une assemblée générale, les habitants de Petropavlovsk décident de former le comité municipal de sécurité publique, une douma municipale.
À la fin de 1917, alors que la nouvelle de la révolution d'octobre se propage, un conseil des députés composé de soldats et d'ouvrier est formé à Petropavlovsk le 10 décembre 1917. Le 1er janvier 1918, ce conseil se déclare la plus haute autorité du Kamtchatka.
En mars 1918, face à cette accaparation du pouvoir par les communistes, un groupe d'industriels et d'employés de Petropavlovsk se réunirent afin de proposer de déclarer le Kamtchatka comme une région autonome au sein de l'Empire, voire en une république indépendante. Ces séparatistes ont demandé la dissolution du conseil des députés et de la garde rouge qui se sont formés, ainsi que d'expulser tout anarchiste de la région.Le 11 juillet 1918, dans la nuit, un coup d'État se déroule à Petropavlovsk ; 29 cosaques arrivent par bateaux et s'unissent au comité de sécurité publique pour prendre le pouvoir. Le 12 juillet, les drapeaux rouges ont été remplacés par les drapeaux de l'Empire russe. Communistes, révolutionnaires sont arrêtés dans les jours suivants.
Après ce coup d'État, dans le cadre de l'intervention en Sibérie, des troupes japonaises et de nombreux civils débarquent au Kamtchatka. Lors de l'été 1919, il y avait plus de 2 000 pêcheurs japonais établis au Kamtchatka, soit plus que le nombre de russes. Pendant cette domination japonaise, l'empire nippon construit de nombreuses usines liées à la pêche, établit une administration nippone, une police secrète, mais aussi des écoles et hôpitaux. Des représentants d'Alexandre Koltchak s'installent aussi à Petropavlovsk.
Le 10 janvier 1920, le gouvernement blanc est renversé par les bochéviques, et Ivan Larine (ru) devient le président du comité révolutionnaire militaire. En mai, un bateau battant pavillon de la république d'Extrême-Orient arrive à Petropavlovsk, officiellement pour apporter de la nourriture, mais livre aussi en cachette de nombreuses armes pour les bolchéviques.
Face à ce changement de pouvoir, des navires militaires nippons et du nouvellement formé gouvernement provisoire de Priamour rentrent dans la baie d'Avatcha le 25 juin 1921, et mouillent hors de la ville. Après tractations et pressions de la part des japonais et des habitants, ainsi que de l'arrivée de deux autres navires militaires en septembre et octobre, les communistes se rendent à l'évidence qu'ils ne pourront pas tenir le Kamtchatka. Le 28 octobre au matin, le comité révolutionnaire, face à un ultimatum japonais finissant le 29, décide de se retirer de Petropavlovsk vers l'arrière-pays.
Cette retraite est marquée sans aucune effusion de sang, et des habitants préviennent les Japonais de la fuite des communistes, pour éviter qu'ils attaquent le lendemain. Les habitants voient ces troupes comme libératrices, et le Kamtchatka est rattaché de fait à la république d'Extrême-Orient. La plupart des bateaux japonais partent avant l'arrivée de l'hiver, sauf deux croiseurs, dont un qui restera stationné jusqu'en mai 1922.
Le 8 août 1921, un nouveau coup d'État militaire à Vladivostok porte au pouvoir Mikhail Dieterichs. Pour lui, ce n'est qu'une question de semaines avant que le Primorié tombe aux mains de l'Armée rouge. Il songe alors à l'indépendance du Kamtchatka, qui deviendrait un pays, sous protectorat japonais, et où le troupes blanches pourraient se réfugier, sans menace à cause de l'isolation géographique.
Le 5 octobre, le gouvernement du Priamour commence à tomber, défaits par l'Armée rouge. En conséquence, Vladivostok commence à être évacuer le 16. Sauf qu'au lieu de se réfugier au Kamtchatka comme prévu, les bateaux partent à Wonsan en terre japonaise.
Le 2 novembre 1922, face à cette débandade, les troupes blanches dont nippones partent de Petropavlovsk, laissant la place pour les communistes. La guerre civile est finie dans le territoire, avec aucune bataille, seulement des pressions politiques et militaires,,.

### Époque soviétique
Le 10 novembre 1922, le pouvoir soviétique établi le gouvernement du Kamtchatka (ru), et le 1er janvier 1926, il est dissout au profit du okroug du Kamtchatka (ru), inclus dans le kraï d'Extrême-Orient.
Le 22 novembre 1932, l'oblast du Kamtchatka est formé, et il est alors toujours subordonné au kraï d'Extrême-orient. Mais ce kraï est dissout en octobre 1938, et l'oblast devient alors une subdivision du kraï de Khabarovsk.
Le 23 janvier 1956, l'oblast n'est plus une partie du kraï de Khabarovsk et elle devient un sujet intégrant de la RSFSR. La région devient alors fermée, c'est-à-dire interdite aux étrangers de l'oblast, qu'ils soient russes ou venant d'autres pays.
Pendant la seconde moitié du XXe siècle, l'économie connaît une croissance grâce aux subventions démesurées de l'État soviétique.
Le 17 juillet 1967, la région a reçu l'ordre de Lénine.
En 1968, Vilioutchinsk, ville et base navale, est formée en tant que ville fermée.

### Fédération de Russie
Après la dislocation de l'URSS, l'économie et ainsi sa démographie se sont effondrées à cause d'une économie qui se basait sur des subventions et non pas sur du profit. En 1991, la région n'est plus fermée aux étrangers, seule la ville de Vilioutchinsk le reste. Le 23 octobre 2005, un référendum a lieu en Koriakie et dans l'oblast du Kamtchatka portant sur une fusion des deux sujets. Le référendum est approuvé par 84,99 % des votants au Kamtchatka et par 89,04 % des votants en Koriakie. Le 1er juillet 2007, le kraï du Kamtchatka voit le jour, et la Koriakie devient une unité administrative-territoriale ayant un statut spécial au sein du kraï,.
Le 3 novembre 2011, la capitale Petropavlovsk a reçu le titre de ville de la gloire militaire pour le siège de Petropavlovsk.
Le kraï cherche aujourd'hui à se diversifier de son économie concentrée sur le secteur primaire (pêche surtout), en développant le tourisme. Des stations de ski dans l'aire urbaine de Petropavlovsk ont été créées, et la région a entamé la protection de ses sites naturels, avec actuellement plus de 14,5 % de son territoire protégé,.

## Politique et administration

### Tendances politiques
Le kraï forme une seule circonscription électorale, la circonscription du Kamtchatka.
| Scrutin                    | 1er tour | 1er tour | 1er tour | 1er tour | 1er tour | 1er tour | 1er tour | 1er tour | 1er tour | 1er tour | 1er tour  | 1er tour | 2d tour                  | 2d tour                  | 2d tour                  | 2d tour                  | 2d tour                  | 2d tour                  | 2d tour                  | 2d tour                  |
| Scrutin                    | 1er      | 1er      | %        | 2e       | 2e       | %        | 3e       | 3e       | %        | 4e       | 4e        | %        | 1er                      | %                        | 2e                       | %                        | 3e                       | %                        | 4e                       | %                        |
| -------------------------- | -------- | -------- | -------- | -------- | -------- | -------- | -------- | -------- | -------- | -------- | --------- | -------- | ------------------------ | ------------------------ | ------------------------ | ------------------------ | ------------------------ | ------------------------ | ------------------------ | ------------------------ |
| Présidentielle 2012        |          | ER       | 59.84    |          | KPRF     | 15.97    |          | LDPR     | 10.54    |          | SE        | 8,95     | Victoire au premier tour | Victoire au premier tour | Victoire au premier tour | Victoire au premier tour | Victoire au premier tour | Victoire au premier tour | Victoire au premier tour | Victoire au premier tour |
| Gouvernorale 2015          |          | ER       | 75,48    |          | KPRF     | 9,96     |          | LDPR     | 8,14     |          | Patriotes | 3,49     | Victoire au premier tour | Victoire au premier tour | Victoire au premier tour | Victoire au premier tour | Victoire au premier tour | Victoire au premier tour | Victoire au premier tour | Victoire au premier tour |
| Législative 2016           |          | ER       | 46,70    |          | LDPR     | 21,31    |          | KPRF     | 12,59    |          | SRZP      | 4,42     | Tour unique              | Tour unique              | Tour unique              | Tour unique              | Tour unique              | Tour unique              | Tour unique              | Tour unique              |
| Législative régionale 2016 |          | ER       | 48,31    |          | KPRF     | 22,98    |          | LDPR     | 15,15    |          | SRZP      | 7,01     | Tour unique              | Tour unique              | Tour unique              | Tour unique              | Tour unique              | Tour unique              | Tour unique              | Tour unique              |
| Présidentielle 2018        |          | ER       | 69.44    |          | KPRF     | 16,95    |          | LDPR     | 8,48     |          | GRANI     | 1,37     | Victoire au premier tour | Victoire au premier tour | Victoire au premier tour | Victoire au premier tour | Victoire au premier tour | Victoire au premier tour | Victoire au premier tour | Victoire au premier tour |
| Gouvernorale 2020          |          | SE       | 80,51    |          | LDPR     | 6,70     |          | SRZP     | 5,84     |          | PR        | 2,56     | Victoire au premier tour | Victoire au premier tour | Victoire au premier tour | Victoire au premier tour | Victoire au premier tour | Victoire au premier tour | Victoire au premier tour | Victoire au premier tour |
| Législative 2021           |          | ER       | 34,76    |          | KPRF     | 23,87    |          | LDPR     | 11,66    |          | NL        | 8,75     | Tour unique              | Tour unique              | Tour unique              | Tour unique              | Tour unique              | Tour unique              | Tour unique              | Tour unique              |
| Législativ régionale 2021  |          | ER       | 34,79    |          | KPRF     | 23,20    |          | LDPR     | 11,66    |          | NL        | 8,75     | Tour unique              | Tour unique              | Tour unique              | Tour unique              | Tour unique              | Tour unique              | Tour unique              | Tour unique              |

### Administration
Le gouverneur du kraï du Kamtchatka est élu au scrutin uninominal majoritaire à deux tours pour un mandat de cinq ans, sauf si un candidat dépasse les 50 % au premier tour. Il détient le pouvoir exécutif, il est chargé de nommer, avec l'accord de l'assemblée, le gouvernement de la République. Il a le pouvoir de dissoudre l'assemblée législative, sauf s'il est nommé par intérim, et c'est lui qui dirige le gouvernement et nomme les ministres. Lorsqu'un gouverneur démissionne, c'est le président de la Russie qui est chargé d'en nommer un par intérim. Les dernières élections (ru), qui ont eu lieu en 2020 de manière anticipée ont vu Vladimir Solodov, le gouverneur par intérim l'emporter avec 80,51 % des suffrages exprimés au premier tour.

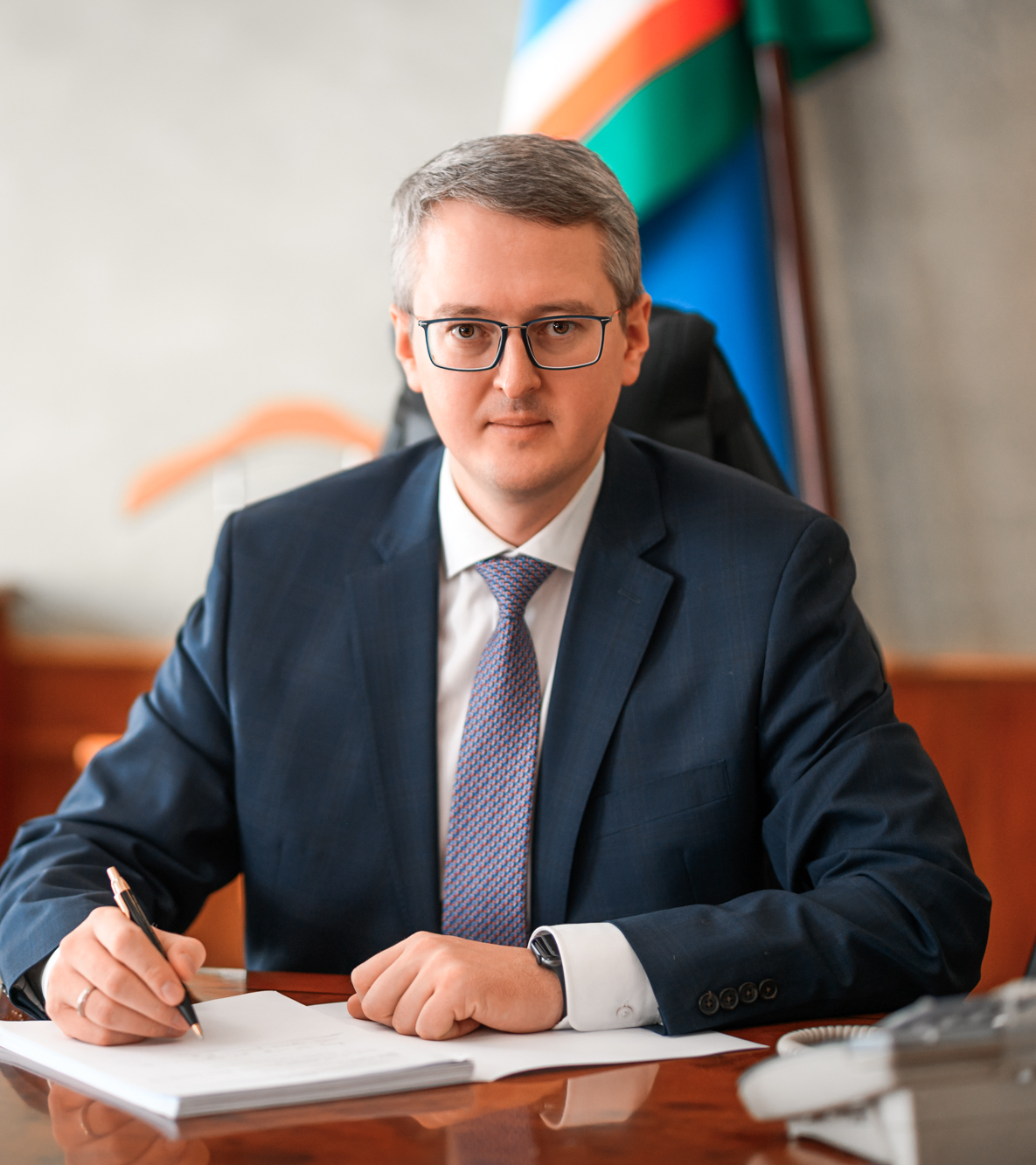
Vladimir Solodov.

L'assemblée législative est le pouvoir législatif du territoire, et elle est composée d'un total de 28 sièges renouvelés tous les cinq ans, dont 14 sièges au scrutin uninominal majoritaire à un tour dans autant de circonscriptions électorales, et 14 au scrutin proportionnel plurinominal. Aux dernières élections en 2021, Russie unie a remporté 18 sièges, suivi par les communistes avec six sièges. Les partis libéral-démocrate, Russie juste, des retraités et nouvelles personnes ont chacun gagné un siège. Un siège est vacant à cause de problèmes électoraux. Par rapport à 2016, l'assemblée législative est plus diverse même si Russie unie a la majorité dans les deux cas.

Compositions de l'Assemblée législative en 2016 et depuis 2021.
Assemblée législative en 2016.
Assemblée législative en 2021.

| Période           | Période           | Identité                 | Étiquette   | Qualité                                                                                   |
| ----------------- | ----------------- | ------------------------ | ----------- | ----------------------------------------------------------------------------------------- |
| 16 novembre 1991  | 28 décembre 2000  | Vladmir Biryoukov (en)   | Indépendant | Entrepreneur                                                                              |
| 28 décembre 2000  | 23 mai 2007       | Mikhaïl Machkovtsev (en) | Communiste  | Préisdent de l'Assemblée législative du Kamtchtka (1995-2000)                             |
| 23 mai 2007       | 1er juillet 2007  | Alekseï Kouzmitsky (en)  | Russie unie | Nommé par intérim                                                                         |
| 19 janvier 2002   | 25 février 2011   | Alekseï Kouzmitsky       | Russie unie | Vice-gouverneur de l'oblast du Kamtchtka (2005-2007), Renvoyé en 2011 par Dmitri Medvedev |
| 20 mars 2019      | 1er octobre 2019  | Vladimir Ilyoukhine (en) | Russie unie | Nommé par intérim                                                                         |
| 3 mars 2011       | 3 avril 2020      | Vladimir Ilyoukhin       | Russie unie | Inspecteur fédéral en chef du kraï du Kamtchatka (2009-2011)                              |
| 3 avril 2020      | 21 septembre 2020 | Vladimir Solodov (ru)    | Indépendant | Nommé par intérim                                                                         |
| 21 septembre 2020 | En cours          | Vladimir Solodov         | Indépendant | Président du gouvernement de la république de Sakha (2018-2020)                           |

### Divisions administratives

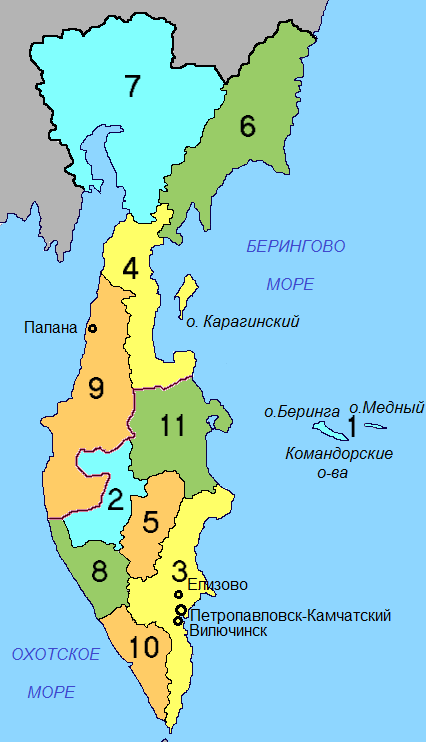
Carte des subdivisions du Kamtchatka.

Le kraï du Kamtchatka est divisée administrativement en onze raïons et en trois villes d'importance régionale. Le territoire est subdivisé en 87 établissement humains, dont 64 municipalités, qui comprennent elles-mêmes les trois villes d'importances régionales ainsi qu'une commune urbaine.
| N°                            | Subdivision               | Nom russe                | Centre administratif | Superficie (km2) | Population (2021) |
| Raïons                        | Raïons                    | Raïons                   | Raïons               | Raïons           | Raïons            |
| ----------------------------- | ------------------------- | ------------------------ | -------------------- | ---------------- | ----------------- |
| 1                             | Raïon des Aléoutiennes    | Алеутский район          | Nikolskoïe           | 1 580            | 654               |
| 2                             | Raïon de la Bystraïa      | Быстринский район        | Esso                 | 23 377           | 2 502             |
| 3                             | Raïon de Ielizovo         | Елизовский район         | Ielizovo             | 40 996           | 59 777            |
| 4                             | Raïon du Karaga           | Карагинский район        | Ossora               | 40 641           | 3 437             |
| 5                             | Raïon de Milkovo          | Мильковский район        | Milkovo              | 22 590           | 9 010             |
| 6                             | Raïon d'Olioutorsk        | Олюторский район         | Tilitchiki           | 72 352           | 3 700             |
| 7                             | Raïon de Penjina          | Пенжинский район         | Kamenskoïe           | 116 086          | 2 091             |
| 8                             | Raïon de Sobolevo         | Соболевский район        | Sobolevo             | 21 076           | 2 018             |
| 9                             | Raïon de Tiguil           | Тигильский район         | Tiguil               | 63 484           | 3 716             |
| 10                            | Raïon d'Oust-Bolcheretsk  | Усть-Большерецкий район  | Oust-Bolcheretsk     | 20 626           | 6 301             |
| 11                            | Raïon d'Oust-Kamtchatsk   | Усть-Камчатский район    | Oust-Kamtchatsk      | 40 837           | 8 988             |
| Villes d'importance régionale |                           |                          |                      |                  |                   |
|                               | Ielizovo                  | Елизово                  |                      |                  | 36 240            |
|                               | Petropavlovsk-Kamtchatski | Петропавловск-Камчатский |                      |                  | 164 900           |
|                               | Vilioutchinsk (ZATO)      | Вилючинск                |                      |                  | 21 774            |

## Population et société

### Ethnies
Selon le recensement panrusse de 2021, les Russes composaient la grande majorité de la population avec près de 85,9 % de la population. S'ensuivent les Ukrainiens avec 3,9 %, puis les Koriaks avec 2,3 % de la population. Le reste de la population est composé de Biélorusses, d'Itelmènes, de Kamtchadales, de Tchouktches, de Coréens et d'autres ethnies. Il y a en tout 134 ethnies représentées sur le territoire.
En 1897, on comptait environ 4 800 personnes étant Kamtchadales, Koriaks ou Evenks, dont 3 800 sédentaires. Les russes ne furent pas alors comptés. En 1959, cette composition ethnique avait drastiquement changée ; on recensait désormais 176 000 Russes, 15 000 Ukrainiens, 6 700 Coréens, 5 000 Koriaks, 3 000 Mordves, 322 Aléoutes et quelque autres ethnies. En 1970, il y avait désormais 239 000 Russes, 19 000 Ukrainiens, 6 000 Tatars, 4 000 Biélorusses, 3 000 Koriaks, 1 300 Evenks, 110 Itelmènes, 344 Aléoutes, 200 Tchouktches et autres. Le nombre de coréens et de mordves n'est pas su mais a officiellement drastiquement diminué. En 1979, le nombre d'Ukrainiens avait été multiplié par 1,5, celui des Biélorusses par 1,4, celui des Tatars par un quart. D'autres ethnies originaires de la Russie européenne sont arrivées, comme les Tchouvaches, et le nombre d'indigènes a augmenté. Ces migrations de peuples européens ou d'Asie centrale ont été encouragées ou forcées par le pouvoir soviétique, au détriment des peuples locaux. En 2002, on comptait désormais 290 000 Russes, 21 000 Ukrainiens, 3 500 Biélorusses et Tatars, 2 000 Coréens, 1 300 Tchouvaches. Et mis à part les peuples indigènes, toutes les autres populations avaient diminuées. En 2010, les Russes représentaient 86 % de la population, les Ukrainiens, 4 %, et les Koriaks 2 %. Venaient ensuite les Itelmènes, Biélorusses, Evenks et Kamtchadales, tous sous les 2 %.
La répartition des peuples vient de l'histoire de la région. Les peuples venant d'Europe ou d'Asie centrale vivent dans les villes (Petropavlovsk, Ielizovo), tandis que les peuples autochtones vivent plutôt dans des petites villes ou villages reculés. En moyenne, entre 86 et 94 % de la population des zones ubaines sont des peuples immigrés. À Petropavlovsk, Oust-Kamtchatsk et Oust-Bolcheretsk, les Russes sont majoritaires, dans le raïon des Aléoutiennes ce sont les Ukrainiens. Dans le raïon de Tiguil, les Itelmènes sont majoriatires, dans le raïon de Milkovo les Kamtchadales, dans le raïon de Penjina et de la Bystraïa les Evenks.

### Démographie
Entre 1991 et 2019, le Kamtchatka a connu un fort exode de population vers la Russie européenne et les grandes villes d'Extrême-orient (Vladivostok, Khabarovsk). Cependant en 2018, le solde migratoire est devenu positif, même s'il est resté assez insignifiant (+544 personnes seulement). Mais la population est repartie à la baisse, même si elle se stabilise autour des 300 000 habitants ces dernières années. La région et l'État souhaiteraient arrêter l'exode migratoire d'ici 2035, en encourageant la création d'emplois et l'amélioration du niveau de vie via des programmes sociaux. Déjà entre 2013 et 2020, l'exode de la population a diminué de 2,5 fois. De plus, la région subventionne les vols aériens, et les prêts immobiliers afin d'attirer des habitants, en particulier les enseignants et les médecins. La région est obligée d'augmenter la migration, car le taux de natalité a diminué de plus de 18,2 % depuis 2010, alors que le taux de mortalité monte en même temps,.
Au 1er janvier 2022, il y avait 312700 personnes habitant le territoire, soit à peine 0,2 % de la population du pays. La densité de la population est de 0,67 habitant par km2, soit 13 fois inférieure à la moyenne russe. La densité va de 0,02 habitant par km2 dans le raïon de Penjina jusqu'à 500,6 habitants par km2 à Petropavlovsk. D'ailleurs, la grande majorité de la population, 79 % soit 246900 personnes vivent dans des zones urbaines. La population rurale était donc de 21,1 %, avec 65 800 habitants,.
Recensements (*) ou estimations de la population,,,
| 1897*  | 1920*  | 1923   | 1926*  | 1933    | 1939*   | 1941    | 1959*   | 1970*   | 1979*   |
| ------ | ------ | ------ | ------ | ------- | ------- | ------- | ------- | ------- | ------- |
| 28 852 | 36 159 | 30 606 | 34 958 | 106 055 | 109 300 | 135 859 | 220 753 | 287 612 | 378 491 |

| 1989*   | 2002*   | 2010*   | 2012    | 2013    | 2014    | 2015    | 2016    | 2017    | 2018    |
| ------- | ------- | ------- | ------- | ------- | ------- | ------- | ------- | ------- | ------- |
| 466 096 | 358 801 | 322 079 | 320 156 | 320 549 | 319 864 | 317 269 | 316 116 | 314 729 | 315 557 |

| 2019    | 2020    | 2021*   | 2022    | - | - | - | - | - | - |
| ------- | ------- | ------- | ------- | - | - | - | - | - | - |
| 314 723 | 313 016 | 291 705 | 292 574 | - | - | - | - | - | - |

| Année | Fécondité | Fécondité urbaine | Fécondité rurale |
| ----- | --------- | ----------------- | ---------------- |
| 1990  | 1,69      | 1,57              | 2,25             |
| 1991  | 1,56      | 1,44              | 2,18             |
| 1992  | 1,42      | 1,27              | 2,15             |
| 1993  | 1,20      | 1,09              | 1,79             |
| 1994  | 1,27      | 1,16              | 1,79             |
| 1995  | 1,24      | 1,18              | 1,53             |
| 1996  | 1,23      | 1,18              | 1,46             |
| 1997  | 1,22      | 1,16              | 1,48             |
| 1998  | 1,27      | 1,20              | 1,60             |
| 1999  | 1,21      | 1,15              | 1,50             |
| 2000  | 1,20      | 1,20              | 1,19             |
| 2001  | 1,22      | 1,21              | 1,23             |
| 2002  | 1,37      | 1,38              | 1,33             |
| 2003  | 1,37      | 1,35              | 1,49             |
| 2004  | 1,42      | 1,41              | 1,48             |
| 2005  | 1,41      | 1,38              | 1,55             |
| 2006  | 1,42      | 1,41              | 1,44             |
| 2007  | 1,47      | 1,43              | 1,59             |
| 2008  | 1,52      | 1,49              | 1,61             |
| 2009  | 1,56      | 1,55              | 1,60             |
| 2010  | 1,51      | 1,53              | 1,44             |
| 2011  | 1,61      | 1,52              | 1,99             |
| 2012  | 1,73      | 1,70              | 1,85             |
| 2013  | 1,77      | 1,69              | 2,16             |
| 2014  | 1,85      | 1,75              | 2,29             |
| 2015  | 1,89      | 1,82              | 2,16             |
| 2016  | 1,89      | 1,82              | 2,19             |
| 2017  | 1,78      | 1,73              | 2,05             |
| 2018  | 1,65      | 1,56              | 2,02             |
| 2019  | 1,65      | 1,57              | 2,03             |

### Religion
Religions du Kamtchatka (2012)
- Russe orthodoxe (31 %)
- Islam (1 %)
- Athéisme et Irréligion (21 %)
- Christianisme non affilié (4 %)
- Orthodoxes vieux-croyants (2,4 %)
- Spirituel mais non religieux (23 %)
- autres et non déclarés (17,6 %)

Différentes religions sont pratiquées dans le kraï du Kamtchatka. La principale religion, selon l'enquête de 2010, est la religion orthodoxe russe, avec 31 % d'adeptes. S'ensuivent les chrétiens avec 4 % de fidèles dans la population, puis les vieux-croyants orthodoxes avec 2,4 % et l'islam avec 1 %. Il y a aussi une forte proportion de la population qui se considère spirituelle mais non religieuse (23 %), et athée avec 21 %. Enfin, 17,4 % de la population n'avait soit pas déclaré leur foi soit adeptes d'une autre religion minoritaires (inférieure à 1 %).

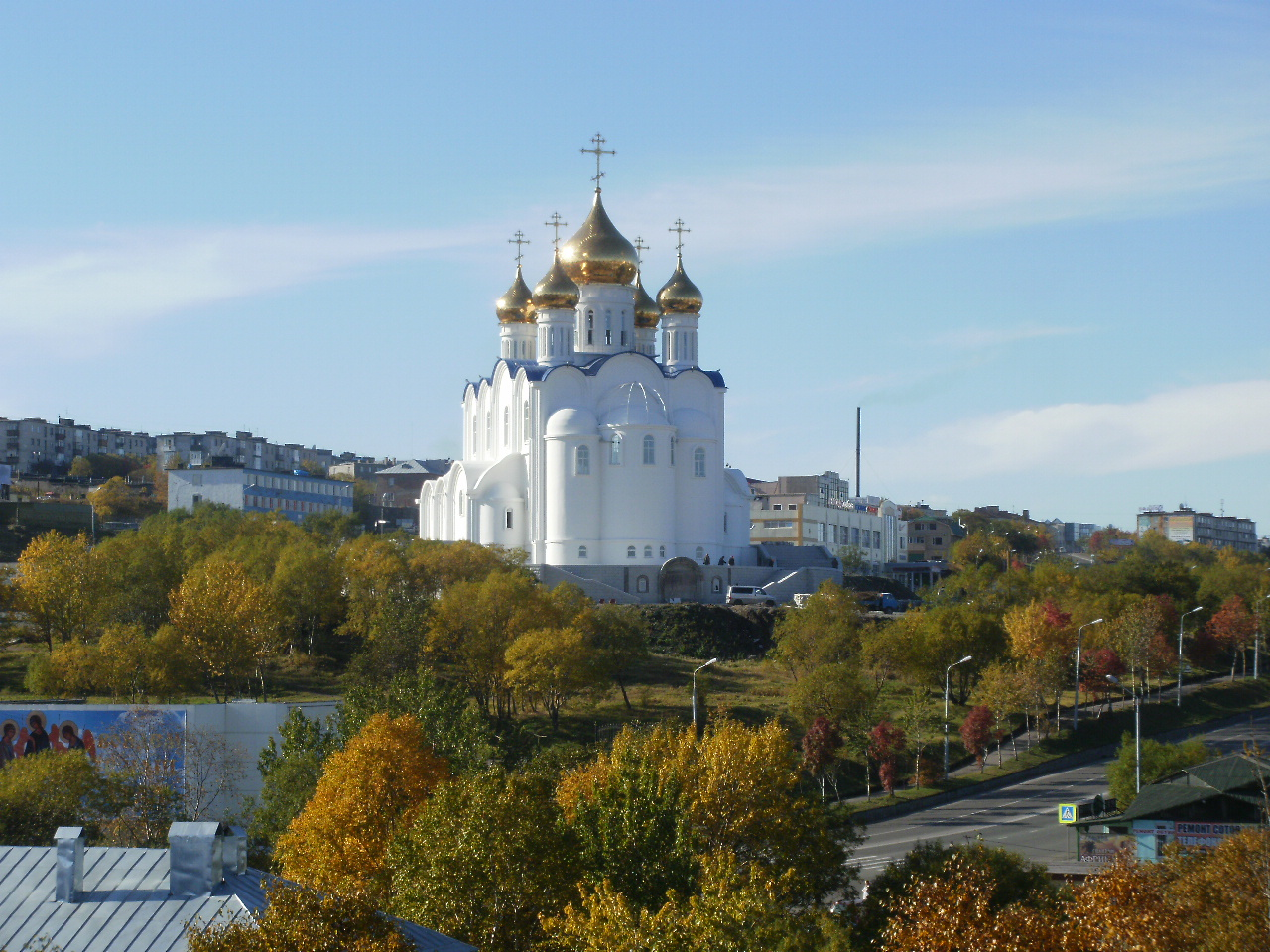
Cathédrale de la Sainte-Trinité de Petropavlovsk.

### Éducation
Le système éducatif du Kamtchatka se composait à la rentrée de septembre 2021 de 121 établissements scolaires dans la région, qui scolarisaient 37 169 élèves. Il y avait de plus 3069 enseignants. Pour l'enseignement supérieur, la région dispose de cinq universités, dont trois étant des branches d'universités russes basées autre part. Les universités sont l'université d'État du Kamtchatka, et l'université technique d'État du Kamtchatka, et pour les branches elles sont de l'Établissement d'enseignement supérieur budgétaire de l'État fédéral, de l'université russe de coopération, et de l'Académie russe de l'économie nationale et de l'administration publique.

### Santé
La santé au Kamtchatka est assurée par 46 établissements médicaux à travers le territoire, dont 44 publics. Dans ces 44 publics, on retrouve 23 hôpitaux, 10 cliniques, 6 dispensaires et de nombreux petits établissements dans les communautés reculées. Il y a en tout 2 766 lits disponibles, dont 544 dans les hôpitaux. En 2021, le budget alloué à la santé était de 23 550 millions de roubles.

### Sports
Il y a sur le territoire 804 installations sportives, et les sports pratiqués sont principalement ceux d'hiver (ski, biathlon, par exemple), mais aussi les arts martiaux et aussi les courses en traîneaux de neiges, spécificité de la région. Il existe plusieurs stations de ski, toutes soit dans le raïon de Ielizovo (Moroznaïa et Lijnia) ou au sein même de la ville de Petropavlovsk (Edelweiss, Krasnaïa Spoka, Gornoljanaïa). Les deux plus grandes sont celles de Moroznaïa et de Lijnia. Il y a aussi d'autres installations sportives sur le territoire comme des parcours de biathlon, des piscines, le stade Spartak à Petropavlovsk ou un complexe multisport à Milkovo. Des évènements sportifs sont organisés dans la région. En 2021, il y a ainsi eu lieu les championnats de biathlon, de football et ski alpin du district fédéral extrême-oriental. Treize associations sportives nationales sont présentes dans le territoire, dont celles de luge, de ski alpin, d'alpinisme ou encore de surf.

## Environnement
Parmi les espaces les plus riches, les zones près des rivières en sont, avec une faune et une flore particulière, favorisées par la forte humidité. Des buissons et hautes grandes herbes bordent les cours d'eau, et les animaux ont créé avec le temps des sortes de sentier pour y passer.

Carte des principaux parcs naturels de la région.

### Faune et flore
La faune du Kamtchatka est représenté par 45 espèces de mammifères terrestres et par 224 espèces d'oiseaux. On retrouve dans ces espèces l'ours brun du Kamtchatka, le wapiti ou encore la zibeline. Il y aurait dans la région 38 500 zibelines, 24 500 ours, 14 800 élans et 12 300 mouflon canadiens. Sur toutes ces espèces, 23 mammifères sont inscrits au livre rouge du Kamtchatka tout comme 61 espèces d'oiseaux.
Les principaux arbres des forêts du Kamtchatka sont le bouleau, le pin nain de Sibérie, mélèze de Sibérie ainsi que celui des Kouriles (ru). Le territoire du Kamtchatka est recouvert par le fond forestier à hauteur de 92,5 %, même s'il ne comprend pas que des forêts. Les forêts représentent 19,8 millions d'hectares, et les espaces arborés 1,5 million d'hectares.
Les lacs avec une température élevée, liée au volcanisme, contiennent de nombreux poissons rouges et autres brochets, et parfois des carpes de l'Amour. Les grands lacs comme Kourile et Nerpicthie sont les lieux de naissances de grandes quantités de saumons.

### Espaces protégés
Le Kamtchatka est l'une des régions les moins impactées par l'Homme de la Russie, et elle a créée un réseau d'espaces naturels protégés pour garder ce patrimoine naturel. Ainsi, 11,25 % du territoire est protégé (soit 5 224 milliers d'hectares), et cela comprend 121 sites répartis du nord au sud. Il y a parmi eux six sites d'importance fédérale, dont trois zapovedniks, une zakaznik et deux zones de protection sanitaire (ru). Il y aussi 113 aires d'importances régionales, dont 4 parcs naturels, 15 zakazniks et 94 monuments naturels. Enfin, deux sites sont d'importance locale. Certains d'entre eux sont regroupés sous un même nom ; les Volcans du Kamtchatka, et sont classés sur la liste du patrimoine mondial de l'UNESCO,.

#### Zapovedniks
Le kraï du Kamtchatka compte trois zapovedniks, c'est-à-dire des aires naturelles protégées dont l'objectif est de les conserver « éternellement vierges » : 

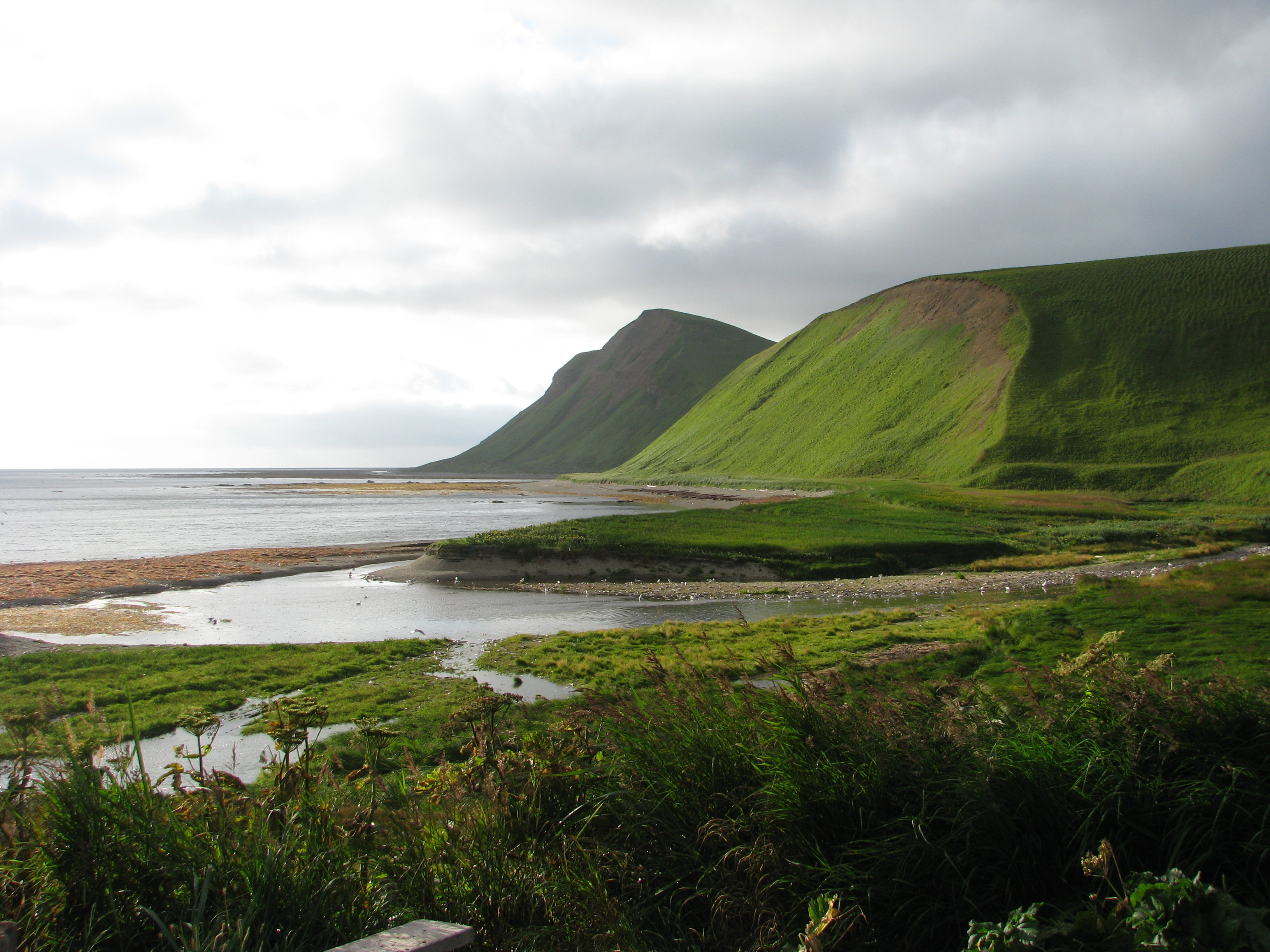
Baie de Bouïana, réserve Komandorski.

- Réserve naturelle Komandorski : réserve créé en Russie, en le 23 avril 1993. D'une superficie totale de 36 648 km2, elle est une réserve à la fois terrestre et marine. Elle recouvre les îles du Commandeur, avec les îles Béring et Medny mais aussi de nombreuses autres îles et autres îlots. L'espace protégé comprend à la fois des monts, des falaises, mais aussi des espaces abyssaux et des plateaux continentaux. La végétation est très peu développée sur les îles de par le climat, mais elles en restent avec leurs fonds marins un refuge pour de nombreuses espèces, parfois rares. La flore est représentée par 389 espèces de plantes vasculaires, et pour la faune, 203 espèces d'oiseaux ont été recensées, souvent des oiseaux migratoires. Il y a 32 espèces de mammifères marins, dont des loutres de mer et des lions de mer de Steller. On compte aussi deux sous espèces endémiques du renard arctique sur la partie terrestre. Pour la faune, il y a 12 espèces inscrites sur la liste rouge de l'UICN, dont deux sur le livre rouge de Russie. Enfin, la faune ichtyologique est variée, avec 216 espèces comptées. Ce site est une réserve de biosphère depuis 2002[61].
- Réserve naturelle Koriak : réserve établie le 26 décembre 1995, avec une superficie de 327 156 hectares. Elle se situe en Koriakie, à cheval entre les raïons d'Olioutorsk et de Penjina, et ainsi dans le nord du territoire du Kamtchatka, sur la partie non-péninsulaire. Elle est découpée en trois parties, avec la péninsule Govena, le Parapolski Dol et la baie de Lavrov (ru). 83 000 hectares de la réserve recouvre des zones maritimes. La réserve se caractérise par des hivers longs et froids, une température moyenne annuelle sous 0 °C, des vents forts et un pergélisol omniprésent. La flore se compose de 332 espèces de plantes vasculaires, 92 espèces de bryophytes et de 16 espèces de champignons et de lichens. La faune est cependant riche, surtout en mer même si des animaux terrestres existent, comme le loup polaire, l'ours brun, le lynx boréal ou les renards arctiques. Pour les mammifères marins, on trouve des otaries et des lions de mer. Les oiseaux fréquentent aussi les lieux, comme avec des pingouins, des cormorans et des canards[62].
- Réserve naturelle de biosphère d'État de Kronotski : une des plus anciennes réserves de Russie, elle fut créée le 1er juin 1934. Elle englobe la péninsule Kronotski, le lac Kronotski et le volcan homonyme, sur une superficie totale de 1 147 619,37 hectares. Divers milieux se côtoient, depuis le littoral, des plaines, de la forêt, de la toundra, et des paysages volcaniques avec la caldeira de l'Ouzoun ainsi que la vallée des geysers. L'altitude va du niveau de la mer jusqu'aux pics volcaniques supérieurs parfois de 3 000 mètres. La majeure partie de la réserve est située dans le raïon de Ielizovo, à part une petite partie au nord-ouest dans le raïon de Milkovo. La flore est assez représentative du Kamtchatka central ; il y a 729 espèces de plantes vasculaires, dont 51 introduites et 37 autres figurant dans le livre rouge régional. On compte aussi 54 mammifères, dont 11 dans le livre rouge de Russie, comme le pika du Nord et la zibeline. Il y aussi 239 espèces d'oiseaux et 104 espèces de poissons, surtout dans le lac Kronotski qui est une frayère importante. Le site fait partie des Volcans du Kamtchatka, classé en 1996 à l'UNESCO[63].

#### Autres espaces protégés

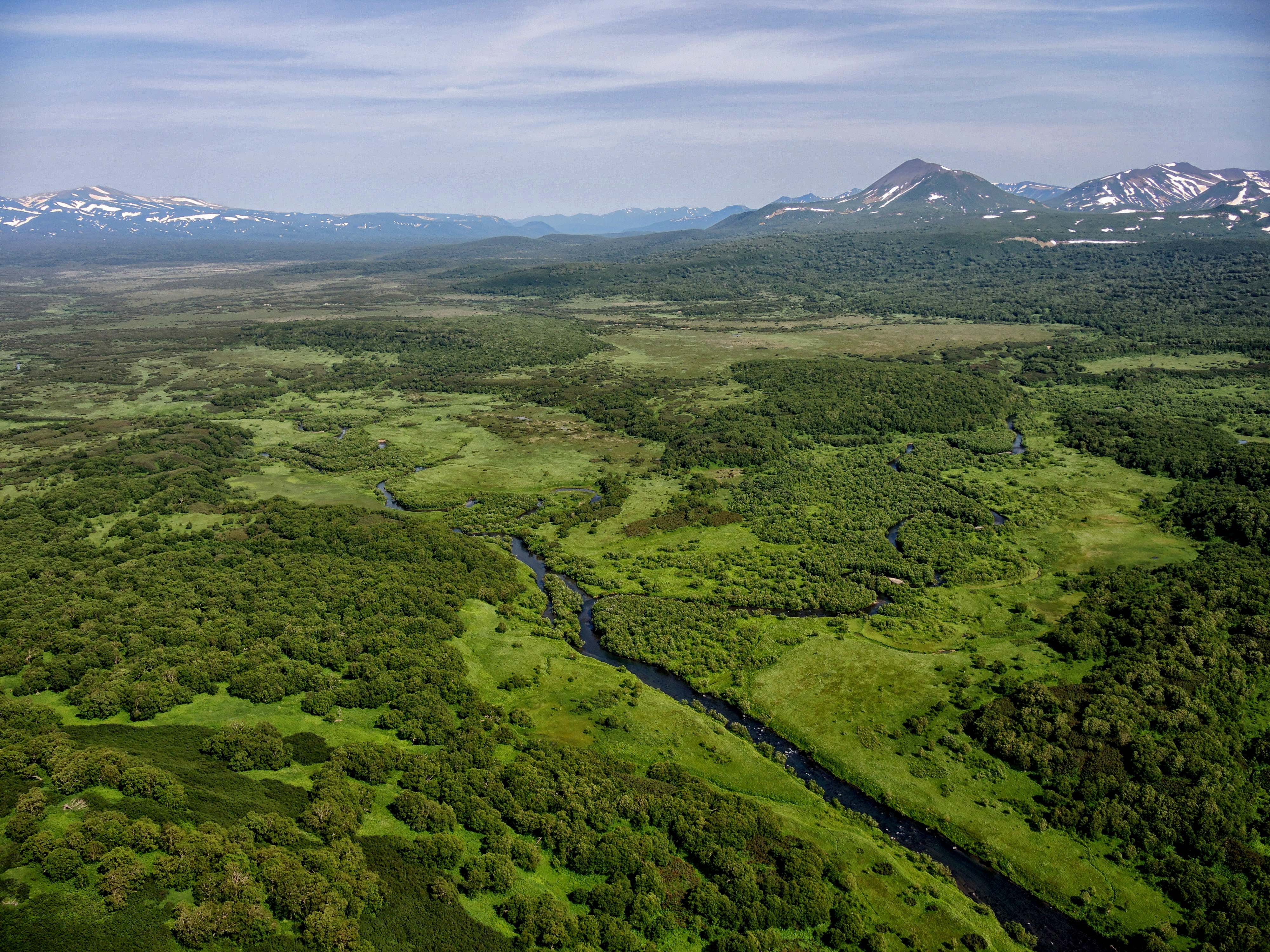
Paysage du parc naturel du sud-Kamtchatka.

Parmi les nombreux autre sites protégés du Kamtchatka, on retrouve :
- Parc naturel du Kamtchatka du Sud : zakaznik d'importance fédérale, elle fut établie en 1975 dans l'extrême-sud du Kamtchatka, à cheval sur les raïon de Ielizovo et d'Oust-Bolcheretsk. Sa superficie est de 322 000 hectares, dont 9 230 hectares marins. Le territoire de la réserve englobe le cap Lopatka, le lac Kourile et plusieurs volcans comme le Kambalny et l'Ilinski. Le climat est très pluvieux, avec un temps instable tout au long de l'année, avec de forts vents, et des températures rarement au-dessus de 10 °C, sans pour autant aller sous les −10 °C l'hiver. Il y a 438 espèces végétales qui y ont été recensées. La faune est très riche, que ce soit en poissons avec de nombreuses espèces de saumons, les oiseaux avec plus de 170 espèces, dont 17 dans le livre rouge de Russie. De plus, il y a 44 mammifères dont 7 dans le livre rouge de Russie. En mammifères, on peut y apercevoir des phoques, renards, mouflons canadiens, rorquals et autres baleines. Ce parc naturel fait partie des Volcans du Kamtchatka et il est donc classé à l'UNESCO[64].
- Parc naturel des Lacs Bleus : zakaznik d'importance régionale créée en 1999, elle se situe à 8 km l'ouest de Ielizovo, dans le bassin de la rivière Polovinka. Ce parc est le plus petit de tout le Kamtchatka, avec ses 4 072 hectares. Il est très prisé des touristes en raison de son accessibilité, et comporte trois lacs avec une faune et flore typique du Kamtchatka, à part pour les poissons qui n'existent pas à cause des températures porches de 0 de l'eau[65],[66].
- Parc naturel de la Bystraïa : fondé en 1995, il couvre une superficie de 1 325 000 hectares, soit le plus grand espace protégé du Kamtchatka. Il couvre une partie de la chaîne centrale, dans le raïon de la Bystraïa, dont l'Itchinski, ainsi qu'une partie de la plaine centrale. Les paysages sont très divers, de la toundra, des prairies, des forêts de feuillus ou de conifère et de la haute montagne. Dans la faune et la flore, on retrouve des loups, le carcajou, la loutre, le renard arctique et de nombreuses marmottes. Il y a aussi 137 espèces d'oiseaux, dont l'aigle royal. Le site est fait partie des Volcans du Kamtchatka et donc du patrimoine mondial[67].
- Parc naturel de Nalytchevo : parc naturel d'une superficie de 287 155 hectares, il fut fondé en 1995, et intégré aux Volcans du Kamtchatka en 1996. Il se situe dans le bassin versant de la rivière Nalytcheva, compris entre les volcans Koriaksi, Avatchinski et Kozielsky au sud et au nord les volcans Dzenzourski et Joupanovski. Trente-trois espèces de mammifères habitant l'endroit, dont l'ours brun du Kamtchatka. De plus, on recense 145 espèces d'oiseaux, dont l'aigle de mer de Steller et le pygargue à queue blanche, inscrits au livre rouge de la fédération de Russie. En plus de ces atouts naturels, le parc est le lieu de sites archéologiques d'Itelmènes[68].

## Économie

### Principales activités
Le kraï du Kamtchatka possède une économie basée principalement sur le secteur primaire, avec ses nombreuses ressources. En 2020, l'économie se répartissait entre la pêche, l'agriculture, la sylviculture et la pisciculture qui étaient pour 22,6 % du PIB régional. Venaient ensuite les industries manufacturières (7,2 % du PIB), puis le secteur public et militaire (17,3 %), l'exploitation minière avec 7,1 %, le commerce avec 6,6 % et enfin l'énergie pour 3,5 % du total. Toutes ces activités généraient 71,9 % du PIB régional qui s'est élevé à 294,5 milliards de roubles cette année là. Sa part dans le PIB russe était de 0,3 %, le PIB/habitant était de 942 802 roubles, soit la 12e place de tout le pays,.
En 2021, le PIB régional s'est élevé à 319,2 milliards de roubles, contre 294,5 milliards en 2020. En 2019, il était de 232,8 milliards, en 2018 263,2 milliards, en 2017 228,2 et en 2016 224,1 milliards de roubles. Il est ainsi en constante augmentation, et surtout depuis 2019. Les exportations ont représenté 1 011,6 millions de roubles en 2021, et pour les importations 249,7 millions de roubles.
En 2021, il y avait 6 300 personnes sans travail, dont 2 600 au chômage, soit 1,4 % de la population active. La population active était de 181 300 personnes, soit 58 % de la population régionale. En 2021, le revenu réel (en) était de 60 226 roubles, soit la 17e place en Russie, et au-dessus de la moyenne du district fédéral extrême-oriental. Le salaire nominal était de 93 093 roubles, soit au 7e rang de toutes les régions russes. D'ailleurs, il y a eu une augmentation du salaire nominal de 10 % par rapport à 2020. Le salaire de subsistance dans le kraï était en moyenne de 21 797 roubles en 2021, avec plus précisément 22 851 roubles pour un actif, 18 148 roubles pour un retraité et 23 215 roubles pour un enfant. La part de la population vivant en dessous de ce salaire de subsistance, c'est-à-dire sous le seuil de pauvreté était de 14,1 %.
| Répartition | 2021      | %    |
| --- | --------- | ---- |
| Agriculture, foresterie, chasse, pêche et pisciculture                                                                                             | 2 006,8   | 30,1 |
| Exploitation minière | 15 579,4  | 5,3  |
| Industries manufacturières | 22 256,0  | 5,0  |
| Fourniture d'électricité, de gaz et de vapeur; climatisation                                                                                       | 16 185,0  | 3,1  |
| Approvisionnement en eau; évacuation de l'eau, organisation de la collecte et de l'élimination des déchets, activités de lutte contre la pollution | 3 353,0   | 0,6  |
| Construction | 3 697,7   | 4,6  |
| Commerce de gros et de détail; réparation de véhicules et de motos                                                                                 | 478,6     | 6,6  |
| Transport et stockage | 16 441,1  | 4,8  |
| Hôtellerie et restauration | 5 341,5   | 1,0  |
| Information et communications | 12 114,0  | 1,1  |
| Activités financières et d'assurance | 53 735,5  | 0,1  |
| Activités immobilières | 14 423,5  | 4,9  |
| Activités professionnelles, scientifiques et techniques                                                                                            | 20 261,9  | 1,6  |
| Activités administratives et services complémentaires associés                                                                                     | 3 969,6   | 3,6  |
| Administration publique et armée ; sécurité sociale                                                                                                | 944,6     | 15,8 |
| Éducation | 36114,3   | 4,3  |
| Services de santé et services sociaux | 49704,8   | 6,0  |
| Activités culturelles, sportives, de loisirs et de divertissement                                                                                  | 5749,6    | 1,2  |
| Prestation d'autres types de services | 7318,8    | 0,3  |
| Total | 337 504,9 | 100  |

### Emplois
| Répartition | décembre 2023 | %     |
| --- | ------------- | ----- |
| Agriculture, foresterie, chasse, pêche et pisciculture                                                                                             | 12 632        | 10,87 |
| Exploitation minière | 3 089         | 2,66  |
| Industries manufacturières | 6 910         | 5,95  |
| Fourniture d'électricité, de gaz et de vapeur; climatisation                                                                                       | 7528          | 6,48  |
| Approvisionnement en eau; évacuation de l'eau, organisation de la collecte et de l'élimination des déchets, activités de lutte contre la pollution | 1 895         | 1,63  |
| Construction | 5 282         | 4,55  |
| Commerce de gros et de détail; réparation de véhicules et de motos                                                                                 | 6 933         | 5,97  |
| Transport et stockage | 7 623         | 6,56  |
| Hôtellerie et restauration | 1 933         | 1,66  |
| Information et communications | 1615          | 1,39  |
| Activités financières et d'assurance | 1 545         | 1,33  |
| Activités immobilières | 2649          | 2,28  |
| Activités professionnelles, scientifiques et techniques                                                                                            | 4 181         | 3,6   |
| Activités administratives et services complémentaires associés                                                                                     | 3 072         | 2,64  |
| Administration publique et armée ; sécurité sociale                                                                                                | 20 192        | 17,38 |
| Éducation | 14 547        | 12,52 |
| Services de santé et services sociaux | 11 400        | 9,81  |
| Activités culturelles, sportives, de loisirs et de divertissement                                                                                  | 2879          | 2,48  |
| Prestation d'autres types de services | 297           | 0,26  |
| Total | 116 202       | 100   |

### Entreprises
| Répartition | 2024  | %     |
| --- | ----- | ----- |
| Agriculture, foresterie, chasse, pêche et pisciculture                                                                                             | 814   | 9,27  |
| Exploitation minière | 429   | 4,88  |
| Industries manufacturières | 73    | 0,83  |
| Fourniture d'électricité, de gaz et de vapeur; climatisation                                                                                       | 246   | 2,8   |
| Approvisionnement en eau; évacuation de l'eau, organisation de la collecte et de l'élimination des déchets, activités de lutte contre la pollution | 72    | 0,82  |
| Construction | 882   | 10,04 |
| Commerce de gros et de détail; réparation de véhicules et de motos                                                                                 | 1370  | 15,6  |
| Transport et stockage | 680   | 7,74  |
| Hôtellerie et restauration | 298   | 3,39  |
| Information et communications | 207   | 2,36  |
| Activités financières et d'assurance | 99    | 1,13  |
| Activités immobilières | 941   | 10,71 |
| Activités professionnelles, scientifiques et techniques                                                                                            | 498   | 5,67  |
| Activités administratives et services complémentaires associés                                                                                     | 502   | 5,72  |
| Administration publique et armée ; sécurité sociale                                                                                                | 402   | 4,58  |
| Éducation | 360   | 4,1   |
| Services de santé et services sociaux | 256   | 2,91  |
| Activités culturelles, sportives, de loisirs et de divertissement                                                                                  | 328   | 3,73  |
| Prestation d'autres types de services | 522   | 5,94  |
| Total | 8 783 | 100   |

### Énergie

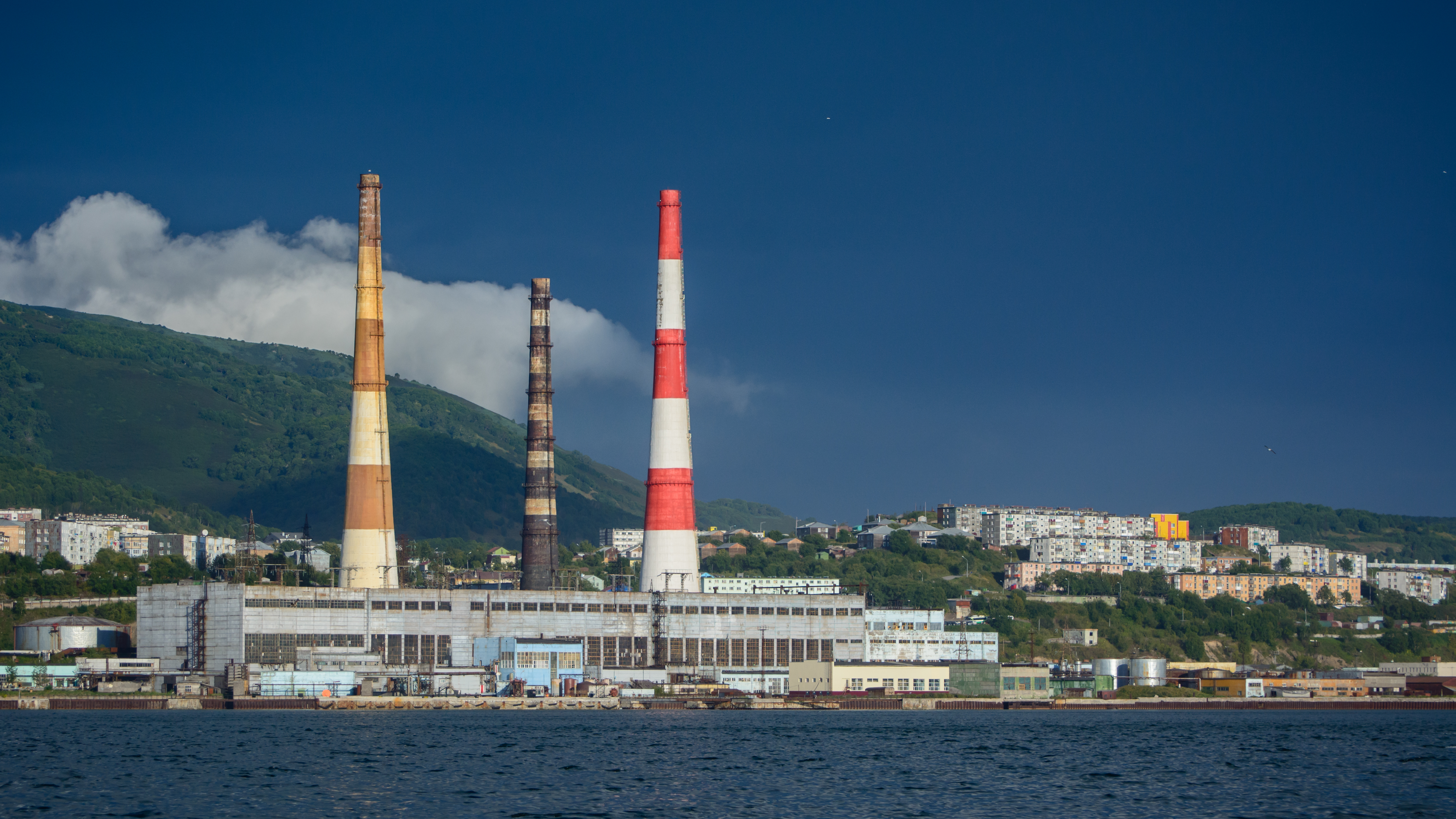
La centrale thermique Kamtchatskaïa TEC-1 à Petropavlovsk.

Le secteur énergétique est de plus en plus important au Kamtchatka, et il se compose actuellement de centrales thermiques, de centrales géothermiques ainsi qu'un peu d'énergie renouvelable. Le potentiel énergétique, qu'il soit renouvelable ou non, est très important. Tous les produits pétroliers sont importés, et 90 % du charbon l'est aussi. Au 1er janvier 2022, le bilan énergétique était composé à 36 % de gaz naturel, suivi par les produits pétroliers à hauteur de 35 %, puis le charbon et les énergies renouvelables (les deux à 14 % chacun), et enfin d'autres sources pour les 1 % restants. Alors que dans les communautés isolées, les énergies fossiles sont privilégiées, le réseau électrique central utilise 30 % de son énergie de sources renouvelables.
Pour le gaz naturel, il existe quatre champs de gaz importants sur le territoire ; ceux Kchouskoïe, Nijné-Kvaktchiskoïe Sredne-Koujikskoïe et Severo-Kolpakovskoïe, tous situés dans le raïon de Sobolevo, ainsi que bien d'autres moins importants. Accumulées, les réserves connues font 7 449 millions de m3 de gaz, plus 0,3 million de tonnes de condensat. Un gazoduc permet de transporter depuis Sobolevo le gaz jusqu'à Petropavlovsk et son port, avec une longueur de 392 km. Les deux plus grandes centrales thermiques du Kamtchatka, TEC-1 et TEC-2 fonctionnent au gaz et se situent à Petropavlovsk. Il est aussi prévu de construire un terminal de GNL dans la baie Bechevinskaïa pour transporter le gaz jusqu'à Petropavlovsk par bateau depuis un champ de gaz.
Toujours dans les énergies fossiles, il y a sept gisements de charbon sur le territoire (4 de houille, 3 de lignite), avec des réserves totales estimées à 275 millions de tonnes. On trouve aussi la tourbe, avec près de 774 millions de tonnes répartis entre 106 sites sur tout le territoire.
L'énergie géothermique est représentée par seize gisements d'eaux chaudes souterraines, avec des réserves de 84 100 m3/jour, avec deux sources exploitées au Moutnovski, avec une capacité accumulée de 62 MW. Il est aussi prévu d'étendre ces centrales géothermiques au Moutnovski pour un ajout de capacité de 50 MW. L'énergie hydroélectrique est exploitée par quatre centrales dans les raïons d'Oust-Bolcheretsk et de la Bystraïa, avec une capacité totale de 47,11 MW. L'énergie éolienne n'est que peu exploitée, mais le potentiel énergétique sur les littoraux est estimé à environ 30 à 36 milliards de kWh/an. Elle est exploitée dans les raïons des Aléoutiennes (1,05 MW), d'Oust-Kamtchatsk (1,175 MW) et d'Oust-Bolcheretsk (3,3 MW). Des projets sont en cours à Klioutchi, Kozyrevsk, Tilitchki, Ossora, Kamenskoïe et Manily pour remplacer les énergies fossiles au profit d'énergies renouvelables.

### Agriculture et sylviculture

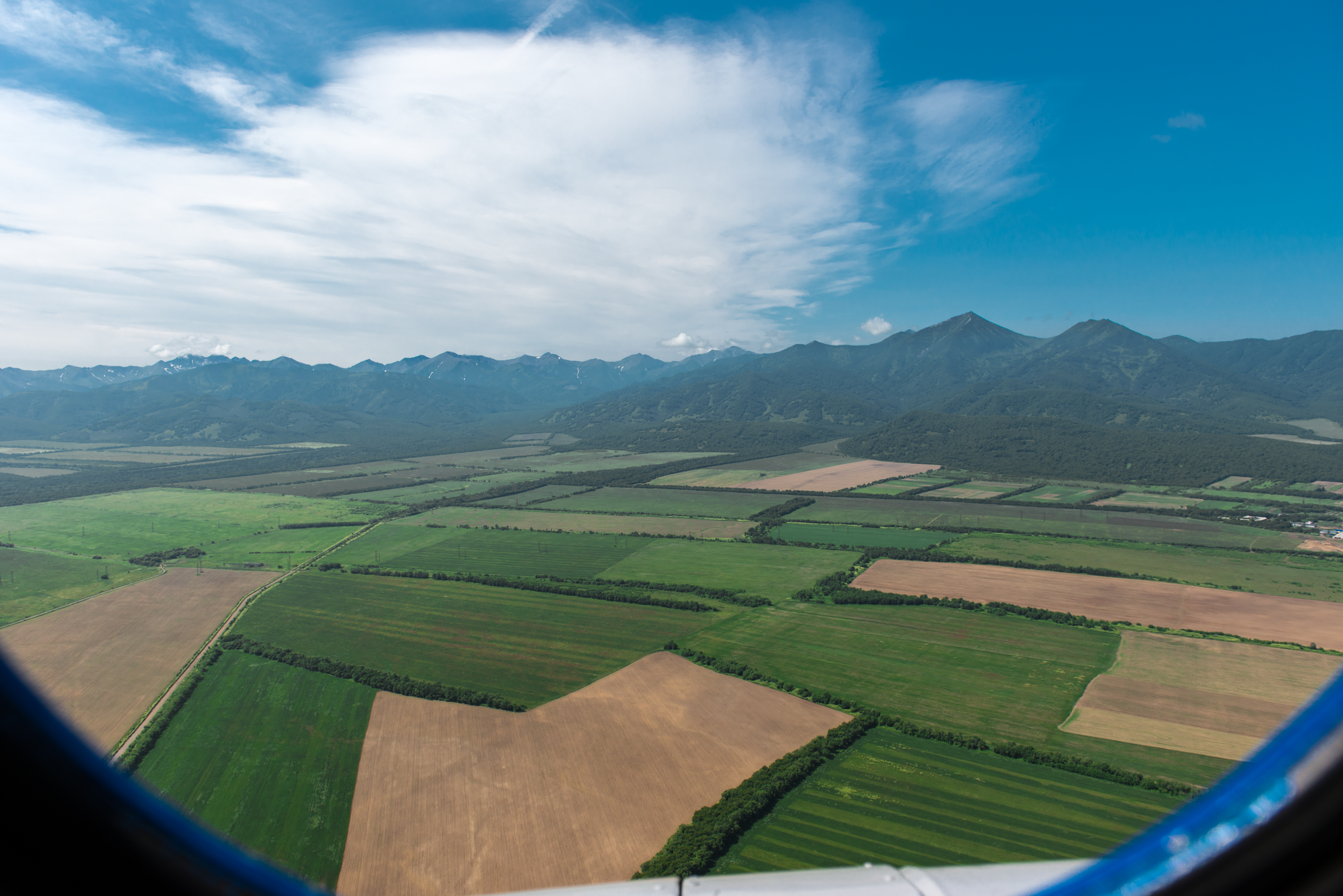
Champs dans le raïon de Ielizovo.

L'agriculture dans le Kamtchatka est un des secteurs clef de l'économie, et il est contraint par diverses raisons climatiques et géographiques. Dans le nord du territoire, l'élevage est le plus présent, avec souvent des élevages traditionnels, tandis que dans le sud les cultures sont préférées, favorisées par un climat plus clément. Au 1er janvier 2022, il y avait 126 coopératives, 425 entreprises agricoles opérant à travers le territoire. En 2021, la production agricole a généré 11 581 millions de roubles, soit 104,1 % du volume de 2020. La région subventionne ce secteur de manière importante, pour la construction d'usines, le transport et des loyers. De plus, la fédération dans son programme « Développement intégré des territoires ruraux » a apporté 149,2 millions de rouble de subventions pour les zones rurales et leurs entreprises.
L'élevage dans le Kamtchatka est à la fois bovins, porcin mais aussi de rennes. L'élevage de rennes est en partie traditionnel et fait par les peuples autochtones, et il est ainsi de subsistance. Au 1er janvier 2022, il y avait 9 400 têtes de bovins (dont 4 400 vaches), 28 100 têtes de porcs, 2 700 ovins et caprins, 295 700 volailles et 46 000 cerfs. Les nombres de porcs et de volailles sont en constante augmentation alors que les autres chiffres connaissent une diminution faible d'année en année. En 2021, 22 700 tonnes de lait ont été produites, tout comme 9 600 tonnes de viande, 57 000 œufs.
Fin 2021, 20 400 hectares de terres étaient cultivées, dont 17,9 milles hectares occupés par des cultures fourragères. Il y avait aussi 1 900 hectares destinés à la culture de pommes de terre, 500 hectares pour d'autres légumes et 0,05 milles hectares pour des céréales. La production de pomme de terre s'élevait à 40 100 tonnes en 2021. La région produit 92,2 % de ses pommes de terre, 78,5 % de ses œufs, 48,3 % de son lait, 35,5 % de ses légumes et 28,5 % de sa viande. La production d'aliments pour les animaux d'élevage s'est élevée en 2021 à 29 000 tonnes. En 2021, 141,4 milliers de mètres cubes ont été récoltés, dont un peu moins de la moitié par des particuliers.

### Pêche
La pêche est le principal secteur économique du Kamtchatka, grâce à ses côtes poissonneuses. Ainsi, plus de 45 % de toutes les captures en Extrême-Orient russe sont faites ici, tout comme plus de 30 % des captures de toute la Russie. Le secteur représente plus de 60 % de la production industrielle, 90 % de ses exportations, 800 entreprises et il emploie 19 000 personnes. Le secteur est subdivisé entre la pêche en elle-même, la transformation, la pisciculture. Elle entraîne aussi les secteurs de la construction et de la réparation navale. Les pêches s'effectuent dans plusieurs zones, celle de la Mer de Béring Ouest, celle du Kamtchatka oriental (Karaga et Petropavlovsk), celle du Kamtchatka occidental (mer d'Okhotsk), et celle des Kouriles. À cela, il faut ajouter le petit secteur de la pêche dans les rivières, souvent traditionnelle. Il y a environ 650 bateaux de pêche, de divers tonnages qui sont enregistrés dans la région. Sur la période 2008 - 2022, le secteur de la pêche a reçu plus de 90 milliards de roubles d'investissements, avec 33 nouvelles usines, une capacité de production qui a augmenté à plus de 6 500 tonnes par jour. De plus, 6 000 emplois ont été créés, et 28 navires se sont rajoutés à la flotte.
En 2021, plus d'1,6 million de tonnes de poissons et de fruits de mer sont péchées dans les eaux du Kamtchatka. Dans tous ces poissons, on retrouve 650 000 tonnes de goberge et 440 000 tonnes de saumon du Pacifique. Pour ce dernier chiffre, il a doublé entre 2020 et 2021. Outre ces espèces, la morue, les crabes ou encore le flétan sont péchés dans les eaux du territoire, ainsi que de nombreuses autres comme 40 espèces de fruits de mer. Même si ces chiffres sont importants, la surpêche n'est pas un problème au Kamtchatka, les stocks pouvant se renouveler aisément.
La transformation du poisson est assurée par 190 usines à travers la région, et elles sont principalement situées à Petropavlovsk, Oust-Bolcheretsk, Sobolevo et Karaga. En 2021, 1 146,7 milliers de tonnes de conserves ou d'autres aliments transformés ont été produits. Ces produits sont en partie destinés à l'exportation, avec 240 000 tonnes exportées en 2021, pour une valeur de 958 milliards de dollars. Les principaux clients sont la Corée du Sud, la Chine et le Japon. Les exportations peuvent aussi aller simplement vers d'autres sujets russes, de Sakhaline jusque dans le kraï de Krasnodar.
La pisciculture est de plus en plus importante au Kamtchatka, et il y a en 2021 cinq grandes fermes uniquement destinées l'élevage de saumons du Pacifique.

### Minerais
L'extraction minière est l'un des secteurs avec les meilleures perspectives du Kamtchatka, grâce à de nombreux gisements de métaux toujours pas exploités. Dans le sol du Kamtchatka, on retrouve de l'argent, de l'or, du platine, du lignite ou de la houille. Les réserves de métaux non ferreux (nickel, cuivre, cobalt, mercure) sont estimées à 69,34 milliers de tonnes sur le seul site de la rivière Chanoutch dans le raïon de Sobolevo, qui est le seul site avec ces métaux exploités. Il y a en tout 243 gisements recensés à travers le territoire, et 12 entreprises sont actives dans le milieu.
En 2021, la production d'or s'élevait à 6 172 kg, et l'or est extrait principalement à Ozernovskoïe, et d'ici 2024, sa capacité (à la mine) devrait augmenter à 610 000 tonnes par an.

### Tourisme

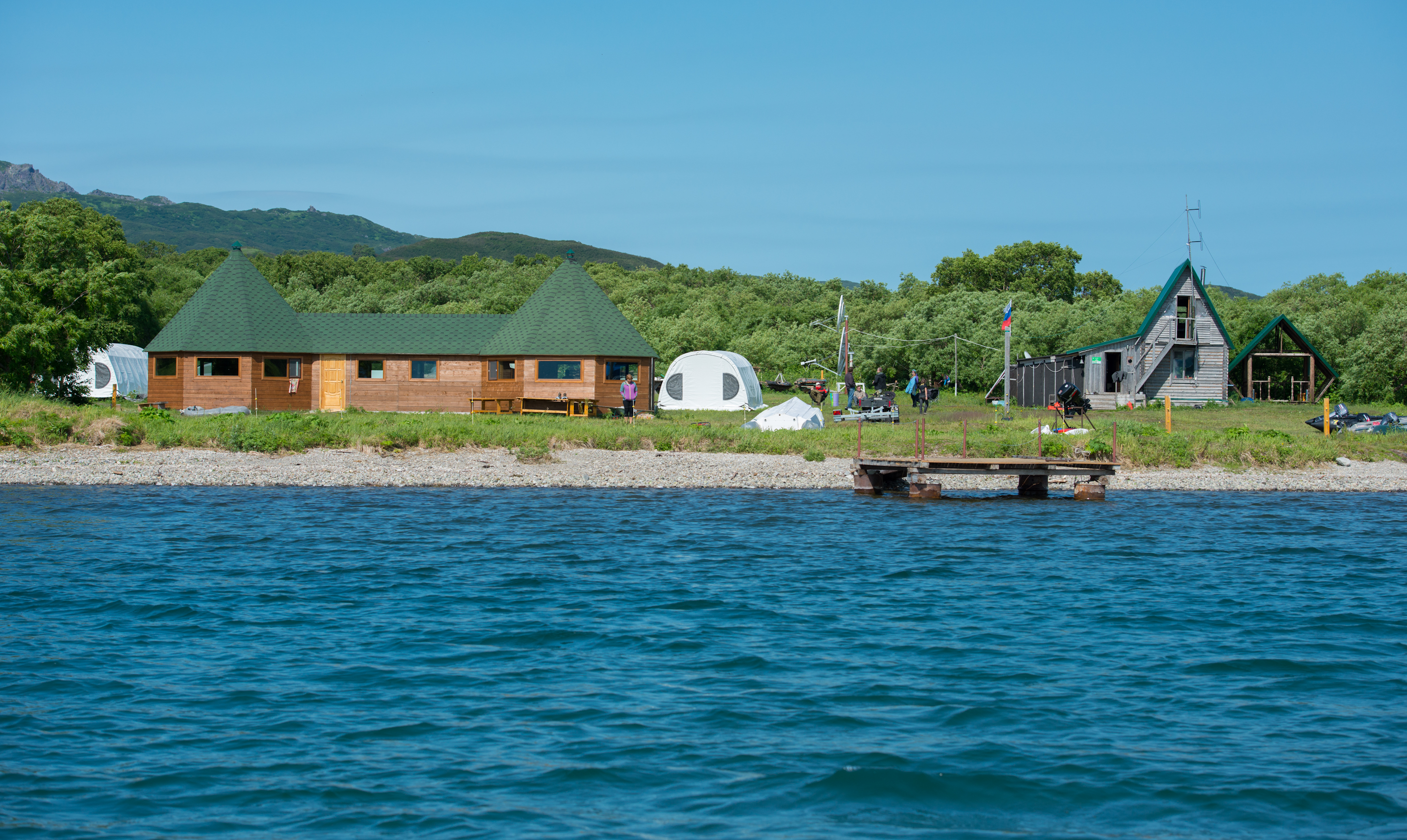
Camping au bord du lac Kourile.

Le secteur touristique connait une croissance d'année en année, et il s'est développé depuis 1991 quand la région a arrêté d'être fermée avec la dislocation de l'URSS. En 2017, il y avait 199 352 touristes, 241 500 personnes en 2019 et 245 380 touristes en 2021. Cent-vingt-six opérateurs touristiques sont actifs dans la région, et 165 entreprises hôtelières (ou campings) sont recensées. Cette croissance est liée à un intérêt pour des régions peu impactées par l'activité humaine et par les sites d'exceptions de la région. Parmi les activités les plus répandues, on retrouve l'écotourisme, les randonnées (équestres ou pédestres), les activités liées à la neige et enfin les balades en mer. Pour ce faire, la région a modernisé son aéroport et subventionne la construction d'infrastructures touristiques dont l'hébergement.
Le tourisme est encouragé par le classement à l'UNESCO d'un ses sites ; les volcans du Kamtchatka, et possède aussi d'autres sites connus comme la vallée des geysers, l'un des plus grands champs de geysers du monde, même s'il fut en partie affecté par un glissement de terrain en 2007. En hiver, le tourisme s'articule autour des sports d'hivers et de l'alpinisme sur les hauts sommets volcaniques de la région. Le ski, le snowboard, la pêche sur glace mais aussi les traîneaux à chien sont appréciés par les touristes.
Le tourisme thérapeutique est de plus en plus important grâce aux nombreuses sources d'eaux thermales dans la région, dont au moins 30 qui sont exploitées ou visitées. Les deux plus grands sanatoriums dont ceux Paratunskaïa à Paratounka et Malkinsaïa à Ielizovo.

## Culture locale et patrimoine

### Lieux et monuments

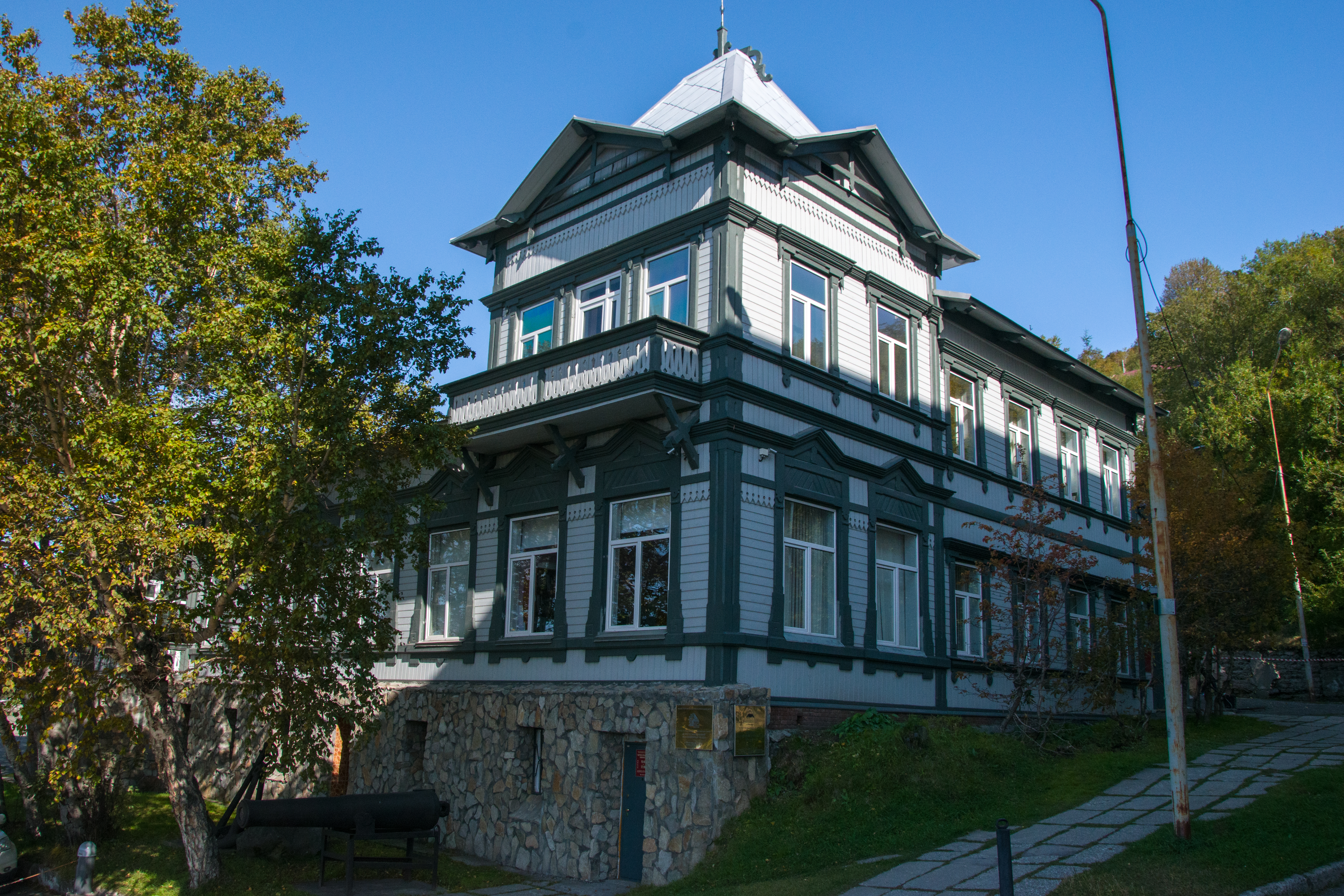
Maison du gouverneur, l'un des plus anciens bâtiments de Petropavlovsk.

Le kraï du Kamtchatka possède 37 objets patrimoniaux culturels de Russie protégés par le kraï, dont 11 qui sont d'importance fédérale, les 26 autres étant d'importance régionale. Il y a en tout 712 objets patrimoniaux identifiés à travers la région, qui sont souvent des sites archéologiques, la plupart étant protégée.
La plupart des sites patrimoniaux culturels se trouvent à Petropavlovsk, dont certains sont liés à la bataille de Petropavlovsk en 1854, avec quatre monuments aux morts. Il y a principalement sinon des statues, comme celle de Vitus Béring, le fondateur de la ville, mais aussi de Jean-François de La Pérouse et de Charles Clerke. Sinon, il y a des monuments faisant référence à la seconde guerre mondiale, la ville ayant été une usine pendant la guerre pour les fronts de l'Est mais aussi de la Mandchourie. On retrouve aussi des bâtiments historiques classés dans la ville, construits souvent en bois il y a plus de 100 ans.

### Symbolisme

Héraldique du Kamtchatka.

L'héraldique du kraï fut approuvé le 5 mars 2010, par une loi pour remplacer le drapeau de l'ex oblast du Kamtchatka. Au centre se trouvent trois volcans en éruption, références aux nombreux volcans de la région. Derrière se trouve un soleil levant en rouge, avec des triangles sur ses bords. En bas de l'héraldique se trouve une étendue d'eau, représentant l'océan Pacifique qui baigne une partie de la région. Le drapeau, voté le même jour, a repris l'héraldique et les couleurs pour être fait.